# カスタムロボのロボ、パーツ一覧
カスタムロボのロボ、パーツ一覧では、ゲーム『カスタムロボ』に登場するロボ及びパーツについて記述する。カッコ内は登場作品。作品についてはカスタムロボを参照。以下は本文中の略式表記。
- 『初代』 - カスタムロボ(64)
- 『V2』 - カスタムロボV2(64)
- 『GX』 - カスタムロボGX(GBA)
- 『BR』 - カスタムロボ バトルレボリューション(GC)
- 『激闘!』 - 激闘!カスタムロボ(DS)

なお、『大乱闘スマッシュブラザーズX』では、『V2』に登場したリトルスプリンター型＋ディッキーが「カスタムロボ」という名称でフィギュア化されている。

## ロボ・パーツの区分
合法
市販もしくは一般に普及している正規のパーツ。コマンダーを傷つけないようレギュレーションを遵守して製造されており、セーフティロックによってそのパワーが抑制されている。
違法
法律で定められたレギュレーションを無視した改造を施し、意図的に性能を高められたパーツ。主に劇中の犯罪組織が開発・使用している。基本的に既存の合法パーツの性能を強化したものが大半を占めるが、中には元となる合法パーツが存在しない、オリジナルで作られたパーツも存在する。カスタマイズ画面では、該当パーツ名の横に紫色のドクロマーク（『BR』のみ「!」マーク）が付けられているのが特徴。
強化に伴いセーフティロックが外されており、ダメージを受けたコマンダーを傷つけるほどに効果が高められている。当然違法パーツを使用するコマンダー自身に掛かる負担も大きく、最悪負担に耐えられず気絶してしまう（プレイヤーが使用する際はそのような描写は一切無く、普通に使用可能）ため、ある意味諸刃の剣といえる。
なお、激闘編のロボバトルでプレイヤーが違法パーツを使用した場合、無条件にスコアの減点対象となる。『激闘』以前はパーツの装備数に関係なく使用した時点で一定の減点となっているが、『激闘』ではカスタマイズの違法パーツが占める割合で減点の量が変動するようになった。
また、『GX』では一般の大会で使用すると、発覚した時点で獲得した賞金を全て没収され、更に強制退去になってしまう。なお同じ行為を繰り返したとしても同じ措置が取られるのみで、参加そのものが出来なくなるわけではない。
特殊
正規に販売されていない特殊なパーツ。意図的に弱く設計された最弱パーツと、試作機のパーツがこれにあたる。カスタマイズ画面では違法パーツ同様、該当パーツ名の横にそのパーツに応じた特殊なマークが付けられており、マークも型ごとに異なっている。
最弱パーツは合法パーツと同様に使用することができるが、試作機のパーツは合法よりも性能が高いため、違法パーツと同様の扱いを受ける。
軍事用
軍事用に開発されたパーツ。戦争・治安維持などの実際の戦闘に使用するパーツであるため、あくまで遊びでしかない一般に普及している合法パーツに比べると違法パーツに匹敵するほどの高い性能を持つ。そのためロボバトルで使用する場合は違法パーツと同様の扱いを受ける。カスタマイズ画面では、該当パーツ名の横に特殊なマークが付けられている。

## 爆風の種類
合法パーツにおける一部のボム・ポッドには、爆風の種類に応じた英字がパーツ名の語尾に付けられているものが存在する（例：スタンダードボムF、ジャンピングポッドB）。以下は各爆風の形状とヒット時の性質などを記している。
ノーマル型
球状の赤い爆風。ヒットすると斜め上方向へ吹き飛ぶ。ノーマル型のパーツには語尾に英字が付けられていない。
B（バースト）型
平たい球状のピンク色の爆風。その場に長時間残り、ヒットすると横方向へ吹き飛ぶ。この種類を採用したパーツは爆風が直接相手に届くことは無く、相手の頭上を塞ぐように爆発する。主にジャンプを抑止し、逃げる方向を限定させるのに使用する。
C（サイクロン）型
『V2』より登場。球状の紫色の爆風。ヒットすると真上方向へゆっくりと吹き飛ぶ。無防備な時間が長く、追撃がしやすい。
D（デストロイ）型
球状のドクロが描かれた爆風。その場に長時間残り、ヒットすると斜め上方向へ吹き飛ぶ。主に爆風を障害物代わりにして、足止めに使用する。
D（ダウン）型
『GX』にのみ登場。ヒットすると下方向に吹き飛ぶ。
F（フリッパー）型
円柱状の水色の爆風。ヒットすると横方向へ吹き飛ぶ。主に障害物の向こうにいる相手を追い出すのに使用する。
G（ゲイザー）型
円柱状のオレンジ色の爆風。ヒットすると上方向へ吹き飛ぶ。基本的に障害物の高さよりも高く吹き飛ぶ。
H（ホライゾン）型
球状の爆風。横方向へ低くゆっくりと吹き飛ぶ。
K（ノックダウン）型
『BR』『激闘!』にのみ登場。球状の爆風。ヒットすると相手のがまん値に関係無く必ずダウンする。相手はそのまま動けなくなり追撃がしやすいが、ダウン中はダメージ量が下がり、またその後の無敵状態に注意する必要がある。
P（ピラー）型
円柱状のオレンジ色の爆風。その場に長時間残り、ヒットすると上方向へ吹き飛ぶ。D型とG型を組み合わせた性能をしている。
P（プッシュ）型
『GX』にのみ登場。ヒットすると自分と相手の距離が離れるように横に吹き飛ぶ。遠距離用ガンと組み合わせ、相手を近づけさせないために使用する。
R（リターン）型
『GX』にのみ登場。ヒットすると自分と相手の距離が近づくように横に吹き飛ぶ。近距離用ガンと合わせるとコンボを狙いやすい。
S（スタン）型
球状の爆風。ヒットするとその場で少しの間麻痺し、動けなくなる。この種類を採用したパーツは威力が低い傾向にあるが、相手は一切操作ができないため追撃がしやすい。唯一全シリーズで採用されている。
T（トラクション）型
『V2』より登場。球状の黄色の爆風。ヒットすると手前側へ吹き飛ぶ。近距離用ガンと合わせるとコンボを狙いやすい。
U（アップ）型
『GX』にのみ登場。ヒットすると上方向へ吹き飛ぶ。
X（エクスプロージョン）型
『BR』『激闘!』にのみ登場。球状の爆風。ヒットすると斜め上方向へ大きく吹き飛ぶ。
また、この他にもゲーム中に明記されることはなく、英字が存在しないため俗称ではあるが、地形を貫通する円柱型の爆風を連続で発生させるウェーブ型や、複数の円で囲まれた独特の爆風で、ヒットするとその場で一定時間相手の動きを止めるフリーズ型など、上記のいずれにも該当しない特殊型が存在する。

## ロボ（ボディ）
カスタムロボの本体。他のロボット作品における武装以外の部位、「骨格（フレーム）」に相当する。
地上性能（最高移動速度・加速力・旋回力等の素早さ）、ジャンプ性能（高度・速度・移動力・旋回力・着地時の硬直時間）、空中性能（空中ダッシュ及び多段ジャンプの回数（『GX』を除く）・速度・高度・移動距離・着地時の硬直時間）の差異といった地上・空中における機動力全般、防御性能（防御力（被ダメージ量）・がまん力（ダウンのしやすさ）・ダウン時間の長さ（一部違法型のみ））、攻撃性能（攻撃力・ガン発射後の硬直時間の長さ（いずれも『V2』以降に実装））等、バトルにおける全体的な基礎ステータスが決定される。
ロボの性能はそれぞれの型ごとに千差万別であり、特に防御性能・アタック（後述）は他のパーツでは補えない要素なので、機動力・戦法との兼ね合いで選択することになる。
なお、ゲーム中には「ロボを長い間使っていると本人に似てくる」という話があり、そのためか一部のロボはコマンダーに近い外見をしていることがある。
スタイル(タイプ)
各ロボにはそれぞれ一部の性能を重視したスタイル（初代ではタイプ）が設定されている（『BR』以前における違法型と特殊型のロボには設定されていない）。
以下6種類の内のいずれか1つに分類されている。
- ノーマルスタイル - バランスの取れたスタイル。各型の基準であり、全スタイルの中でも平均的な性能を持つ。
- スピードスタイル - 素早さを重視したスタイル。ノーマルに比べて素早さ・空中能力（『BR』以降）が高いが、防御力が低い。
- アーマースタイル - 防御力を重視したスタイル。ノーマルに比べて防御力・がまん力が高いが、素早さが低い。
- パワースタイル - 『V2』より登場。攻撃力を重視したスタイル。ノーマルに比べて装備した武器の攻撃力が5%高いが、防御力が低い。なお、アタックの攻撃力には反映されないため、他のスタイルに比べてアタックの攻撃力が必ずしも高いとは限らない。
- ジャンパースタイル - 『V2』にのみ登場。ジャンプ性能を重視したスタイル。ノーマルに比べてジャンプ力が高いが、防御力が低い。
- アザースタイル - 『激闘!』にのみ登場。一部のシャイニングファイター型・違法型・特殊型に該当し、上記のどのスタイルにも該当しない、いわゆるその他である。性能の変化に統一性は全く無いが、上記のスタイルを複合したような特殊な性能を持つものが多く、特に違法型・特殊型は全体的な性能、または極端に一部の性能が増減している傾向にある。

アタック
『GX』を除く全シリーズに採用されている。一部を除いて発動中無敵になり、ロボ本体に攻撃判定を発生させた状態でそれぞれ固有のアクションを行う近接攻撃。基本的に高威力のガンに匹敵するほど攻撃力が高く、ヒット時は相手を確実にダウンさせることができる（そもそもダウンしないジェイムスン、アール第3形態を除く）。各ロボ毎にアクションや動作時間・無敵時間・攻撃力・動作前後の隙の大きさ・ヒットした相手の挙動などが異なるため、使い勝手にも大きな差がある。
なお、『GX』では後述するアクションチップと入れ替わる形で削除されている。
アタックは以下の4タイプに大別される。ただし性能によっては複数のタイプの特徴を併せ持つものも存在する。
- 攻撃タイプ - 攻撃用のアタック。直接相手に向かって突撃するため、4種のタイプの中で最もヒットさせやすい。
- 対空タイプ - 上空へ向かうアタック。空中にいる相手への迎撃として有効。その反面、地上の相手には密着しない限り当たらない。
- 移動タイプ - 移動用のアタック。山なりの軌道を描き、障害物を乗り越えるように移動する。距離を調節しないと相手を飛び越えてしまうものが多く、攻撃としては扱いにくい。
- 回避タイプ - 無敵時間を利用して相手の攻撃を回避するアタック。高い誘導性能を持ちゆっくり相手に向かって前進する、逆に相手から逃げるように遠ざかるなど、トリッキーなモーションを行うものが多い。

### シャイニングファイター型
若い青年のような姿をしたロボ。歴代のほとんどの主人公機が属するだけあり、非常に性能のバランスが重視されている。平均的な攻撃力・防御力・機動力を有するオールラウンダーと言え、相手に合わせたカスタマイズをすることで臨機応変に対応できる。高めのジャンプ力を持ち、空中では平均的な速度・距離の空中ダッシュが2回まで可能。『激闘！』ではレッグの能力変化の影響を他の型よりも大きく受けるという特徴が追加された。
光・闇に関する名前が付けられている。
以下、ロボ名の下の［ ］内はロボのパラメータである。左から［ 防御力 / がまん力 / 素早さ / 空中能力 / アタック攻撃力（『BR』のみ）］を表しており、1～10の数値で表される。太字表記のものは特に優れている（能力値8以上）ことを示す。なお、『GX』のみ［ 攻撃力 / 防御力 / がまん力 / 機動力 ］を表している。

なお、前作までのロボのパラメータを変更して再登場させている場合があるため、その場合は初登場時のパラメータを基準にして併記している。また、『BR』では5目盛（0.5目盛刻み）で表示されているため、表示を統一するために画面に表示される値を2倍して表示している。

#### ノーマルスタイル
レイ(初代, V2)
［6/5/5/5］
初代主人公の機体。『V2』では前作の主人公である昨年度チャンピオンの愛機として、激闘編のグレートロボカップ本選の7戦目に1回のみ登場する。シールとして『大乱闘スマッシュブラザーズX』にも登場。
本機を筆頭に、歴代の主人公機には共通して「レイ」の名が付けられており、これらは総称して「レイシリーズ」と呼ばれている。
後の作品ではレイ（と初代主人公）の活躍が広まり、「栄光のレイシリーズ」と言われることもある。
アタックは攻撃タイプで、前方に突進する最も基本的な形。ヒットした相手は前方へ吹き飛ぶ。
「レイ」は「光線」の意。
X-レイ(GX)
［5/5/5/5］
『GX』の主人公機。外見はレイIIに似ており、口元がマスクで覆われている。背中には正面から見るとX字に見える、羽のようなパーツが特徴的。
「X-レイ」は「X線」の意。
のちにニカイドウグループに捕まった際に奪われ、レイスカイヤーを開発する研究材料として分解されて使用不能となってしまう。その後はポリス隊に弁償してもらい、分解されたものとは別のX-レイを提供される（性能に差は無い）。
レイ01(BR)
［6/5/5/5/7］
『BR』の主人公機。レイシリーズの中でも特に複雑なデザインが特徴的。
アタックは攻撃タイプで、残像を残して高速で前方に突進する。ヒットした相手は僅かに後方に高く吹き飛ぶ。

#### スピードスタイル
ソル(初代, V2)
［5/5/6/5］
ハヤオの愛機。外見は本人に似ている。
アタックは攻撃タイプで、前方にスライディングの要領で体当たりを仕掛ける。ヒットした相手は前方へ吹き飛ぶ。攻撃後の硬直が長い。
「ソル」は「太陽」の意。
ソルMk-II(GX)
［5/4/5/6］
ハヤオの愛機。こちらも外見は本人に似ている。また表のバトルでカンザキも使用する。
ラーバ(BR)
［5/5/6/5/8］
ハリーの愛機。緑の迷彩柄が基調で、顔に付属した眼鏡のようなパーツが特徴的。
アタックは対空タイプで、斜め上に向かってアッパーを放つ。ヒットした相手は斜め上に吹き飛ぶ。
アポロン(激闘!)
［5/5/6/6］
ジンパチの愛機。口元が隠れるほどの白く重厚な上半身の装甲が特徴的。
アタックは対空タイプで、真上に近い角度に跳び上がり、水平に両腕を広げて竹とんぼのように回転しながら空中で短距離を前進する。攻撃判定は回転部分にのみ発生するため地上の相手には密着したとしても当たらないが、動作前後共に隙が非常に少なく使いやすい。ヒットした相手は前方へ大きく吹き飛ぶ。
「アポロン」はギリシャ神話に登場する太陽の神の名。

#### アーマースタイル
ディム(初代, V2, 激闘!)
［7/5/4/5］
激闘!：［6/5/5/5］
スバルの愛機。黒目に赤い瞳が特徴的。『激闘!』では口元がマスクで覆われている。
アタックは攻撃タイプで、小ジャンプから相手に向かって突進する。ヒットした相手は前方へ吹き飛ぶ。ジャンプが小さいため障害物を超えるのは難しい。
「ディム」は「薄暗い」の意。
スプレンダー(BR)
［7/5/4/5/8］
トーマス（旅立ち編）、アンソニー（激闘編）の愛機。その他、主に一般コマンダーが使用する。
アタックは攻撃タイプで、その場で小さくジャンプした後、相手に向かってフライングクロスチョップを放つ。ヒットした相手は前方へ吹き飛ぶ。ジャンプが小さいため障害物を超えるのは難しい。
フォトン(GX)
［5/6/5/4］
ユウスケの愛機。
「フォトン」は「光子」の意。

#### ジャンパースタイル
レイII(V2)
［5/5/5/6］
『V2』の主人公機。プレゼントで貰える限定生産品だが、特に目立った長所は無く、全体的な性能はわずかにジャンプ力が高いくらいで、ほとんどレイと共通している。フィギュアとして『大乱闘スマッシュブラザーズDX』にも登場。
アタックは攻撃タイプで、前方に残像を伴った体当たりを高速で仕掛ける。レイに比べてリーチが長いが、攻撃力は劣る。ヒットした相手はその場で上空へ大きく、真上に近い角度へ吹き飛ぶ。

#### パワースタイル
シェイド(V2)
［5/5/4/5］
全体的な性能は同型機の中でも低水準である。主に闇戦士（悪役）が使用する。
アタックは対空タイプで、その場から真上に近い角度に高速で跳び上がりながらアッパーを放つ。ヒットした相手は上空へ大きく吹き飛ぶ。
「シェイド」は「影」の意。
ナイト(GX)
［7/4/5/4］
コテングの愛機。外見は基本的にフォトンの色違いである。
「ナイト」は「夜」の意であるとともに、「カスタムロボV2」にてコテングが使用していたリトルレイダー型のルークとはチェスの駒の名という共通点もある。
レイMk-III(激闘!)
［5/5/5/5］
『激闘!』で主人公が物語中盤にMk-IIの代わりに入手する機体。頭部に付属している黄色いV字のパーツが特徴的。レイ・レイII(Mk-II)はラムダ社製の機体だが、このMk-IIIは唯一のネオブレイン社製の機体である。全ての能力が平均的であり、事実上こちらが『激闘!』の主人公機といえる。
なお、Mk-IIと交換で手に入れる機体なのだが、なぜか性能はMk-IIより低くなっている。
『大乱闘スマッシュブラザーズX』ではプレイヤーの援護をするアシストフィギュアとして登場し、ガンとボムを乱射する。その他、シールやフィギュアとしても登場している。
アタックは攻撃タイプで、片腕を突き出した状態で前方に残像を伴った体当たりを高速で仕掛ける。ヒットした相手は真上に近い角度へ吹き飛ぶ。

#### アザースタイル
レイ(激闘!)
［7/5/7/5］
ダイブが出来るようになったサキが使用する。スピードスタイルとアーマースタイルが統合されたような性能を持つ。防御力・機動力に優れる反面、装備した武器の攻撃力は低下する。
アタックは攻撃タイプ。
レイMk-II(激闘!)
［6/5/6/5］
『激闘!』の主人公が最初に入手する機体。外見もレイIIとほぼ同じだが、口元はマスクで覆われている。装備した武器の攻撃力が若干増加するほか、防御力・機動力共に非常にバランスが良く、シャイニングファイター型を体現した機体といえる。
アタックは攻撃タイプで、スライディングの体勢で前方に体当たりを高速で仕掛ける。レイMk-IIIに比べて動作後の硬直が短い。ヒットした相手は前方へ小さく吹き飛ぶ。
Xレイ(激闘!)
［4/4/6/6］
パワースタイルとスピードスタイルが統合されたような性能を持つ。装備した武器の攻撃力が増加するが、他のレイシリーズに比べて防御面が低下している。
アタックは攻撃タイプで、片腕を胸にかざした体勢で前方に残像を伴った体当たりを高速で仕掛ける。他のレイシリーズに比べて移動距離が短いが、攻撃力は最も高い。ヒットした相手は真上に小さく吹き飛ぶ。
レイ01(激闘!)
［6/6/4/4］
アーマースタイルとパワースタイルが統合されたような性能を持つ。Xレイと同様に装備した武器の攻撃力が増加するが、他のレイシリーズに比べて移動速度・空中能力が低下している。
隠し機体であり、DSステーションから期間限定で配布されていたが、現在ではWi-Fi対戦時にのみ低確率で入手可能。
アタックは攻撃タイプ。

### エアリアルビューティー型
地上・空中共にシャイニングファイター型を上回る、高い機動力を持つ女性型ロボ。背格好も近く、可憐なデザインで人気も高い。特に空中戦を得意とし、ジャンプの旋回力が非常に高く、空中をかなり自由に動き回ることができるため、攻撃を回避する能力に優れている。空中では多段ジャンプが2回まで可能。

しかし防御面は前者に劣るほか、『BR』以前では装備した武器の攻撃力が5%低下する。なお、『GX』では防御面は前者と同等であるほか、多段ジャンプは任意のタイミングで中断が可能な空中ダッシュに変更されている。
天体や宇宙に関する名前が付けられている。

#### ノーマルスタイル
フレア(初代, V2)
［4/3/6/9］
カリンの愛機。
アタックは攻撃タイプで、前方に「へ」の字を描くように、ジャンプから2キャラ分ほど前へ踵落としのような動作で急降下する。ヒットした相手は前方へ大きく吹き飛ぶ。リーチは短いが、その軌道上移動タイプの特性も併せ持ち、障害物越しに奇襲を仕掛けることが可能。
「フレア」は太陽で起こる爆発現象の名。　
『大乱闘スマッシュブラザーズ SPECIAL』ではスピリットとして登場。
ミルキーウェイ(BR)
［4/4/6/7/5］
マーシャの愛機。水色が基調で、耳の横に張り出した羽のようなパーツが特徴的。
アタックは攻撃タイプで、僅かに上昇しつつ相手に向かって膝蹴りのような格好で突進する。ヒットした相手はやや前方に高く吹き飛ぶ。ヒットした瞬間、赤い花びらのようなエフェクトが飛び散る。
「ミルキーウェイ」は「天の川」の意。
ルナ(GX)
［5/5/5/6］
ヒトミの愛機。黄緑色を基調としたボディに、茶髪の短いツインテールが特徴的。『激闘!』ではスピードスタイルに変更されている。
「ルナ」は「月」の意。

#### スピードスタイル
ステラ(初代, V2)
［3/3/7/9］
頭部に大きなウサギの耳のようなものが付いた、バニーガールのような外見のロボ。
アタックは攻撃タイプで、フレアに比べて若干緩やかな軌道で「へ」の字を描くようにジャンプから突進を仕掛けた後、後方へ少し飛び退く。攻撃力は同型機の中で最大であるが、攻撃判定が発生するのは下降時のみ。ヒットした相手は前方へ大きく吹き飛ぶ。
「ステラ」は「星のような」の意。
スピカ(BR)
［3/4/6/7/6］
ミラ、ソフィーの愛機。黄・緑・褐色という配色に、ピンク色のサングラスのようなパーツが特徴的。
アタックは攻撃タイプで、小さく飛び跳ね相手に向かって前方宙返り踵落としを放つ。ヒットした相手は前方に吹き飛ぶ。ヒットした瞬間、淡褐色の羽毛のようなエフェクトが飛び散る。
「スピカ」は「おとめ座」で最も明るい恒星の名。
フレアMk-II(GX)
［5/4/5/7］
カリンの愛機。
ルナ(激闘!)
［4/4/6/8］
アタックは攻撃タイプで、浅い角度で斜め上空に跳び上がり、しばらく進んだ所で真下に向かって踏みつけるように高速で急降下する。その後一瞬間を置いてから後方遠距離へ大ジャンプするが、この動作中は既に行動可能となっている。ヒットした相手はその場でダウンする。その軌道上移動タイプの特性も併せ持ち、障害物越しに奇襲を仕掛け、また攻撃後に障害物の後ろへ逃げることが可能。

#### アーマースタイル
コロナ(初代, V2)
［5/3/5/9］
主に闇戦士が使用する。
アタックは対空タイプで、前方斜め上空へ宙返りしながら突進する。ヒットした相手は手前側の上空へ吹き飛ぶ。
「コロナ」は太陽を取り巻くガスの名。
アース(BR)
［5/4/5/7/5］
メアリーの愛機。ピンクが基調で、頭に付属したネコミミのようなパーツが特徴的。
アタックは対空タイプで、前方斜め上空へ後方宙返りをしながら蹴りを放つ。ヒットした相手は手前に高く吹き飛ぶ。ヒットした瞬間、ピンクの蝶のようなエフェクトが飛び散る。
「アース」は「地球」の意。
プルート(GX)
［5/6/5/5］
ナナセの愛機。外見はセクシースタンナー型に近い。表のバトルにてアカネも使用する。
「プルート」は「冥王星」の意。
コメット(激闘!)
［4/5/5/8］
タマホの愛機。『V2』から若干デザインが変更され、口元にはマスクを付けている。
アタックは攻撃タイプ。性能は『V2』と同様だが、移動距離が延長されたほか、動作前後の硬直が短くなったため連発することでほぼ常時無敵状態になるという凶悪な性能を持つ。
「コメット」は「彗星」の意。

#### ジャンパースタイル
プラネッタ(V2)
［3/3/6/10］
ユリエの愛機。「プラネッタ」という名前はプラネット（惑星）に由来する、同型機の中で唯一の造語である。外見は本人に若干似ており、左右に尖った髪型が特徴。胸部にはハート型のパーツが付いている。空中能力が非常に高い。
アタックは移動タイプで、浅い角度で斜め上方向へ飛びながらアッパーを放つ。その後も慣性で少し前進し、最終的に空中にいる状態となる。ヒットした相手は上空へ大きく吹き飛ぶ。動作後の硬直が非常に短い。その軌道上対空タイプの特性も併せ持ち、上空の相手を迎撃することができる。

#### パワースタイル
コメット(V2)
［3/3/5/9］
同型機の中でも攻撃力が高い（元々低下していた攻撃力がパワースタイルによって補われ、±0となっている）ため、ある意味レイII以上にバランスが取れている。なお、『激闘!』ではアーマースタイルに変更されている。
アタックは回避タイプで、その場で姿を消し、直後に3キャラ分ほど離れた後方から出現して突進を仕掛けるというフェイント気味なもの。ヒットした相手は前方へ吹き飛ぶ。
フェーベ(GX)
［7/4/5/5］
ユリエの愛機。外見は基本的にフレアMk-IIの色違いである。
「フェーベ」は土星の衛星の名。
ミランダ(激闘!)
［4/4/5/8］
ヒナゲシの愛機。ピンク色を基調としたボディと金髪のツインテールが特徴的。
アタックは攻撃タイプで、前方に急な角度で「へ」の字を描くように回転しながら踵落としを放つ。動作後の硬直が短い。ヒットした相手は前方に吹き飛ぶ。その軌道上移動タイプの特性も併せ持ち、障害物越しに奇襲を仕掛けることが可能。
「ミランダ」は天王星の衛星の名。

### ワイルドソルジャー型
渋さ溢れる長身の男性兵士の姿をしたロボ。シャイニングファイター型から若干機動力を削いだ分を防御力に充てたような性能をしている。斜め下方向へ飛ぶ高速の長距離空中ダッシュが2回まで可能で、着地時の硬直が非常に短いのが特徴。

ただし、空中ダッシュ時に高度が下がる関係上、相手に素早く近づける反面空中ダッシュが2回連続で行える状況が限られており、パラメータ以上に機動力に制限を受けていた。
歴史上の男性の名前が付けられている。

#### ノーマルスタイル
カーライル(初代, V2)
［7/5/4/4］
マモルの愛機。『激闘!』ではスピードスタイルに変更された。
アタックは移動タイプで、浅い角度で斜め上方向へ飛びながら膝蹴りを放つ。背の低い遮蔽物ならば乗り越えることができる。ヒットした相手は前方へ山形に吹き飛ぶ。動作後の硬直が短い。軌道はプラネッタに似ている。その軌道上対空タイプの特性も併せ持ち、上空の相手を迎撃することができる。

#### スピードスタイル
シュミット(初代, V2)
［6/5/5/4］
忍者の姿をしたロボ。アタックは回避タイプで、斜め後方に飛び上がり、直後に急降下して飛び蹴りを放つ。攻撃判定は下降時のみ発生する。ヒットした相手は前方へ小さく山形に吹き飛ぶ。その軌道上移動タイプの特性も併せ持ち、障害物越しに奇襲を仕掛けることが可能。
カーライル(激闘!)
［6/5/5/5］
テウの愛機。
アタックは移動タイプで、性能も従来同様だが、ヒットした相手は前方へ小さく、低速で吹き飛ぶ。

#### アーマースタイル
ゾラ(初代, V2, 激闘!)
［8/5/3/4］
激闘!：［7/5/4/5］
シノノメの愛機。外見は『V2』以前は本人によく似た髭の濃い強面で、白目を向いている。『激闘!』ではデザインが大幅に変更され、目元にはバイザーを付けている。
アタックは攻撃タイプで、その場で姿を消し、直後に6キャラ分ほど離れた前方のやや斜め上方向の空間から出現して回り込むように突進を仕掛けるというもの。ヒットした相手は前方（軌道の関係上、結果的には手前側）へ大きく吹き飛ぶ。その軌道上移動タイプ、回避タイプなど複数の特性を併せ持ち、相手の攻撃を回避し、（飛び越えるわけではないが）障害物越しに奇襲を仕掛けることが可能。相手を幻惑させる効果が高いが、相手との間合いを把握していないとヒットさせることは困難。また、攻撃後の硬直も長い。『初代』では悪の親玉が使用するロボだけあって移動速度が非常に速く、間合いに入ればほぼ回避不能という凶悪な性能であった。そのため『V2』では弱体化され移動速度が低下している。『激闘!』では間合いが3キャラ分ほどに狭まり、動作後の硬直中は動けるようになるまで無敵状態となっている。
名前はフランスの文豪、エミール・ゾラに由来する 。

#### ジャンパースタイル
ウィルソン(V2)
［6/5/4/5］
タクマの愛機。外見は本人に似ている。
アタックは回避タイプで、僅かに前進した後、後方へバック転の動作でジャンプして相手との間合いを離す。動作後の硬直が短い。ヒットした相手はホムラガンさながらに前方へ非常に大きく吹き飛ぶ。その軌道上移動タイプの特性も併せ持ち、背面の障害物の向こうに逃げることで硬直中のスキを狙われないようにすることが可能。

#### パワースタイル
ジード(V2)
［6/5/3/4］
主に闇戦士が使用する。
アタックは攻撃タイプで、短距離を前進しつつ片足を突き出して蹴り飛ばす。ヒットした相手は前方へ大きく吹き飛ぶ。攻撃判定の発生が少し遅く、相手との距離が近すぎるとヒットしない。攻撃後の硬直も長め。
クリムト(激闘!)
［6/5/4/5］
イブキの愛機。本来はポリス隊専用機だが、リミッターによって性能が抑えられているため合法ロボとして扱われる。他の同型機に比べて空中ダッシュの高度が緩やかに下がるという特徴を持つ。
アタックは回避タイプで、水平に両腕を広げて竹とんぼのように回転しながら僅かに前進した後、高速で後方へ低くジャンプする。最後のジャンプ時は既に行動可能となっている。ヒットした相手は前方へ小さく吹き飛ぶ。

### メタルグラップラー型
筋骨隆々の大柄な男性の姿をしたロボ、一部はさらに全身に鎧を身にまとっている。その見た目通りパワー重視の機体で、装備した武器の攻撃力が5%増加するほか、被ダメージ時とガン発射後の硬直時間が軽減されるという特性を持っている。また、防御面にも優れており、特にがまん力は全型中トップクラスで非常にダウンしにくいため、強引に攻め込むことができる。

反面、移動速度が遅い（加速力は高い）上にジャンプ力も低く、空中ダッシュは長距離だが1回までしかできない。なお、『GX』ではダッシュで壁をすり抜けることが可能となっている。
動物に関する名前が付けられている。

#### ノーマルスタイル
メタルベアー(初代, V2)
［8/9/3/3］
ジロウの愛機。
アタックは攻撃タイプで、一瞬立ち止まった後、前方に高速でショルダータックルによる体当たりを仕掛ける。合法ロボ中最強の攻撃力を誇り、ヒットした相手は前方へ高速で吹き飛ぶ。
「メタルベアー」は「金属のクマ」の意。
メタルコング(BR)
［8/10/3/3/4］
フランソワの愛機。ゴリラのような姿をしている。『激闘!』ではスピードスタイルに変更されている。
アタックは対空タイプで、水平に両腕を広げて竹とんぼのように回転しながら前方斜め上空へ突進する。ヒットした相手は後方へ高く吹き飛ぶ。
ネオメタルベア(GX)
［5/8/8/3］
ジロウの愛機。ボディが全体的に黄緑色を基調とした重厚な外見になっており、左右の大きな肩パッドが特徴的。

#### スピードスタイル
ブルホーン(初代, V2)
［7/9/4/3］
頭部と胸部に大きな角が左右に1本ずつ、計4本生えている。主に闇戦士が使用する。
アタックは対空タイプで、両腕を広げた状態で回転しながら斜め上方向へ飛んでいく。ヒットした相手は上空へ大きく吹き飛ぶ。
「ブルホーン」は「雄牛の角」の意。
メタルオックス(BR)
［7/10/4/3/8］
ポリス隊署長、バブルの愛機。紺・灰色が基調。頭に付属した水牛のツノのようなパーツが特徴的。
アタックは攻撃タイプで、その場で少し飛び上がってから相手に向かって頭からゆっくりと突進する。ヒットした相手は前方に吹き飛ぶ。その軌道上移動タイプの特性も併せ持ち、壁を越えることもできる。攻撃力が高い。
アイアンレオ(GX)
［5/7/8/4］
イケダ先生の愛機。表のバトルにてロバートも使用する。他の同型機と比べると手足が細く、若干貧弱な姿をしている。
メタルコング(激闘!)
［7/8/4/4］
アタックは対空タイプで、性能も『BR』に準拠している。

#### アーマースタイル
クレイジーバブーン(初代, V2, 激闘!)
［9/9/2/3］
激闘!：［8/9/4/3］
ゴウセツの愛機。『激闘!』では初戦時のザバルも使用する。頭部が覆面のように鋼鉄で覆われており、中央の黒い影の部分から2つの赤い目を覗かせているという外見を持つため怖い印象を受けるが、勝利ポーズ時はその目がにっこりと微笑む、どことなく愛嬌のあるロボ。
アタックは攻撃タイプで、小ジャンプから両腕を広げた状態でゆっくりと低空飛行する。ヒットした相手は前方へ吹き飛ぶ。発動時に隙があるものの、飛行中はホーミング力が高い。なお、小ジャンプ時は攻撃判定が存在しない。その軌道上回避タイプの特性も併せ持ち、敵の攻撃を無効化して強引に攻め込むことが可能。
「クレイジーバブーン」は「荒れ狂うヒヒ」の意。
メタルベア(BR)
［9/10/2/3/10］
アーネスト、ジロウ（シミュレートプログラム）の愛機。緑・黄色が基調で、モヒカンヘアーが特徴的。機動力は非常に低いが、攻撃面・防御面共に優れている。
アタックは攻撃タイプで、一瞬その場で停止した後、相手に向かってショルダータックルを放つ。ヒットした相手は低く前方に吹き飛ぶ。全ロボ中最強の攻撃力を誇る。
タイガーグレア(GX)
［5/9/8/2］
トラジの愛機。

#### ジャンパースタイル
ポーラベアー(V2)
［7/9/3/4］
頭部と肩部に、名前通り白熊の意匠を凝らしたロボ。
アタックは攻撃タイプで、両腕を振り回しながら地上を走る。発動時に隙がある上にリーチも短いが、ホーミング力が高い。ヒットした相手は前方へ高速で吹き飛ぶ。
「ポーラベアー」は「白熊」の意。

#### パワースタイル
タイガーロア(V2)
［7/9/2/3］
トラジの愛機。外見は本人に似ている。ロボの型とスタイルの両方の相乗効果により、合計+10%もの高い攻撃力を得られる。作中最高の攻撃力をもつロボ。
アタックは攻撃タイプで、大きく勢いをつけた後、前進しながらアッパーを放つ。ヒットした相手は前方へ大きく山形に吹き飛ぶ。攻撃判定の発生が遅く動作前後の隙も大きい上、意外にも攻撃力はロボ全体で見ても低い部類にあたる。
「タイガーロア」は「トラの咆哮」の意。
デスメタルベア(GX)
［7/7/8/2］
マカノ署のポリス隊の署長が使用する。外見はネオメタルベアの色違いで、顔面が生体的なものから機械的なものに変化している。また、背部にはランチャーのようなものが装備されている。
ロックハウンド(激闘!)
［7/8/4/3］
イスルギの愛機。全体的に四角いフォルムが特徴的で、胸の前方に頭部が付き、常に猫背になっているかのように見えるため、背後からは頭部が無いように見える。その姿勢の関係上、汚れを拭く際は頭部と胸部が同時に行われる。
アタックは攻撃タイプで、その場で一瞬立ち止まった後、前方に高速でショルダータックルによる体当たりを仕掛ける。隙は大きいが、全ロボ中最強の攻撃力を誇る。ヒットした相手は前方へ高速で吹き飛ぶ。

### トリックフライヤー型
非常に長身痩躯な外見を持つロボ。ジャンプの旋回力が高く、高速の短距離空中ダッシュが3回まで可能となっており、空中で素早い移動が可能。

しかし地上性能は鈍重な上、ガン発射後の硬直時間が僅かに増加する。
『V2』以前では名前の最後に全機体共通で「ヘッド」が付けられていたが、『BR』ではその法則がなくなっている。

#### ノーマルスタイル
オラクルヘッド(初代, V2)
［5/5/3/7］
円盤型の大きな頭部に加え、その中央に1つと腹部に縦に2つ並んでいる合計3つもの目が特徴的な、不気味極まりない外見を持つロボ。上腕部・大腿部は板切れのように薄く、細い。『V2』以前ではホムラの愛機（ドレッド時）。『激闘!』ではスピードスタイルに変更されている。
誰かがダイブするよりも自律機動型として登場することが多い。
『V2』ではロボ博士が知り合いから貰った自律機動型を、ダイブできるように改造したものをプレイヤーがもらっている。そのため本編で使用することは無いが、自律機動型としての機能は残されている。
アタックは回避タイプで、水平に両腕を広げ、頭部を回転させながらやや前傾姿勢で、僅かに上方向へかなり低速で前進する。ホーミング力が高い。ヒットした相手は上空へ大きく吹き飛ぶ。
クリミナル(BR)
［5/5/3/8/6］
アンソニー（旅立ち編）、トーマス（激闘編）の愛機。黄・水色が基調で、細く尖った頭が特徴的。
アタックは攻撃タイプで、開脚した状態で下半身を回転させ、僅かに上昇しながら突進する。ヒットした相手は後方に吹き飛ぶ。

#### スピードスタイル
キーンヘッド(初代, V2)
［4/5/3/8］
頭部に手裏剣状のパーツが付いた、シュミット同様の忍者のような外見のロボ。普段は口元がマスクで覆われているが、勝利ポーズ時はマスクが外れた状態になる。
アタックは回避タイプで、その場で姿を消し、直後に2キャラ分ほど離れた前方の上空から出現、腕を組み片足を突き出した状態で落下してくる。ヒットした相手は手前側へ大きく山形に吹き飛ぶ。上から落下するという軌道のためピンポイント攻撃となっており、アタックを当てるには相手との距離を見極める必要がある。その軌道上移動タイプの特性も併せ持ち、障害物越しに奇襲を仕掛けることが可能。
ジャグラー(BR)
［4/5/3/9/5］
イービルの愛機。青・紫が基調で、イービル本人のように尖った鼻に見えるパーツが特徴的。
アタックは回避タイプで、その場で姿を消し、前方の上空に姿を現した後、そのまま真下に回転しながら突進する。ヒットした相手は後方に吹き飛ぶ。無敵時間が切れた後の硬直が長い。その軌道上移動タイプの特性も併せ持ち、障害物越しに奇襲を仕掛けることが可能。
オラクルヘッド(激闘!)
［4/5/4/8］
ユウジの愛機。
アタックは回避タイプで、性能も従来同様。

#### アーマースタイル
ジョーカーヘッド(初代, V2)
［6/5/3/7］
名前通りトランプのジョーカーのような外見を持つロボ。勝利ポーズでは紳士的な態度を見せる。主に闇戦士が使用する。
『初代』と『V2』ではアタックの性質が大きく異なる。『V2』では回避タイプで、その場で姿を消し、直後に4キャラ分ほど離れた前方の斜め上方向の空間から出現、両腕を水平に広げた状態で錐揉み回転しながら突進する。ヒットした相手はその場で上空へ大きく、真上に近い角度へ吹き飛ぶ。近距離で発動すると相手の背後から出現するため、幻惑効果が高い。軌道はゾラに若干似ている。その軌道上対空タイプ、移動タイプなど複数の性質を持ち、上空の相手の迎撃や障害物越しの奇襲など、用途が広い。
バギー(BR)
［6/5/3/7/8］
シェリーの愛機。白・紫が基調で、肩に張り出したパーツが顔と一体になっているのが特徴的。
アタックは回避タイプで、瞬間的に前方斜め上方向へ上昇した直後、元いた場所に向かって上半身を回転させながら突進する。ヒットした相手はその場で真上に吹き飛ぶ。
スティンガーヘッド(激闘!)
［5/5/4/7］
アタックは移動タイプで、性能も『V2』と同様だが、変形せずにそのまま体を寝かせただけの状態に変更されている。

#### ジャンパースタイル
カイザーヘッド(V2)
［4/5/3/8］
頭部の王冠のようなパーツが特徴的なロボ。
アタックは攻撃タイプで、前進しつつ踵落としを放つ。地上を移動しているが、踵落としの部分は背の低い障害物を乗り越えることができる。ヒットした相手は前方へ吹き飛ぶ。リーチが短く、動作後の硬直も長い。

#### パワースタイル
スティンガーヘッド(V2)
［4/5/3/6］
下半分に6つの目（瞬きはしない）が付いているクチバシのように鋭く前方に突き出た円錐状の頭部に、その後部と左右には瞬きに合わせて点滅する多角柱状の謎のパーツ、腹部には瞬きをする巨大な目が1つ付いているという不気味な外見を持つロボ。上腕部と大腿部は板切れのように薄く、細い。『V2』におけるホムラの愛機（ゴライアス時）。『激闘!』ではアーマースタイルに変更されている。
アタックは移動タイプで、体を寝かせて両腕を広げ、クチバシと多角柱を長く伸ばし、後のライトニングスカイヤー型さながらに戦闘機のような姿に変形した状態で短距離を低空飛行するというもの。ある意味ライトニングスカイヤー型の原型ともいえる。ヒットした相手は手前側へ吹き飛ぶ。アタック後は空中に浮かび、そのまま行動可能になる。
マンティスヘッド(激闘!)
［4/5/4/7］
トオルの愛機。名前はカマキリだが、肝心の鎌が付属していないため、むしろバッタに近い姿をしている。
アタックは攻撃タイプで、前方に急な「へ」の字を描くように頭部から滑りこむように突進する。移動速度が非常に速い。ヒットした相手は手前側へ吹き飛ぶ。その軌道上移動タイプの特性も併せ持ち、障害物越しに奇襲を仕掛けることが可能。

### セクシースタンナー型
グラマラスな成人女性の姿をしたロボ。ジャンプの高度が非常に高く、高速で短距離を下方向へ飛ぶ空中ダッシュが4回まで可能であり、急上昇と急降下を駆使した空中戦を得意とする。
アメリカの女性の名前が付けられている。

#### ノーマルスタイル
ジェーン(初代, V2)
［5/5/4/6］
ジェイクの愛機。彼は女性型ロボを使う唯一の男性である。全体的な性能はアニーと似ている。
アタックは攻撃タイプで、浅い角度で斜め上方向へ高速で飛び蹴りの動作で突進し、攻撃後は空中にいる状態になる。ヒットした相手は前方へ大きく山形に吹き飛ぶ。発動時に隙がある。

#### スピードスタイル
エイミー(初代, V2, 激闘!)
［4/5/5/6］
激闘!：［4/5/5/8］
『激闘!』ではミチルの愛機。
『初代』と『V2』『激闘!』ではアタックの性質が異なる。『V2』『激闘!』では対空タイプで、少し前進した後、逆立ち状態で上空へ真上に近い角度へ高速で飛んでいく。攻撃判定は上昇時にのみ発生する。ヒットした相手は上空へ大きく、真上に近い角度へ吹き飛ぶ。

#### アーマースタイル
バネッサ(初代, V2, 激闘!)
［6/5/3/6］
激闘!：［5/5/5/7］
ミナモの愛機。彼女はバトルの前にバネッサに化粧をしている。『激闘!』では初戦時のイグニアも使用する。
アタックは『初代』『V2』では攻撃タイプで、前方斜め上空へ縦方向に回し蹴りを放ちながら飛び上がる。発動時に隙がある。ヒットした相手は手前側へ吹き飛ぶ。その軌道上対空タイプ、移動タイプと複数の特性を併せ持ち、上空の相手の迎撃や障害物を飛び越えることなど用途が広い。
『激闘!』では移動タイプに変更されているが、性能は従来と同じである。

#### ジャンパースタイル
アニー(V2)
［4/5/4/7］
ナナセの普段の愛機。外見は本人によく似ている。『大乱闘スマッシュブラザーズDX』ではフィギュア、『大乱闘スマッシュブラザーズX』ではシールとして登場する。
アタックは攻撃タイプで、その場で回し蹴りのような動作を行ってから前進しつつ蹴り上げる。リーチが短い。ヒットした相手は上空へ大きく、真上に近い角度へ吹き飛ぶ。

#### パワースタイル
パメラ(V2)
［4/5/3/6］
主に闇戦士が使用する。
アタックは回避タイプで、前方へ3歩ほど歩いたところでハグのような動作で捕まえようとする。ヒットした相手はその場で極僅かに上方向へ跳ねる。攻撃判定はハグの部分にのみ存在するため発生が遅いが、本体より少し前方の空間にも攻撃判定が発生しているので、見た目よりも若干リーチが長い。そのためハグの間合いギリギリでヒットさせると、外見上は接触していないのにもかかわらず、相手は目の前に高速で引き寄せられるような挙動をとる。
アンヌ(激闘!)
［4/5/5/7］
エルザの愛機。
アタックは回避タイプで、僅かに前進した後、後方へバック転の動作でジャンプして相手との間合いを離す。動作後の硬直が非常に短い。ヒットした相手は前方へ吹き飛ぶ。その軌道上移動タイプの特性も併せ持ち、障害物を超えて後ろに隠れる事が出来る。

### リトルレイダー型
小柄な少年型ロボ。地上性能に特化しており、特に移動速度は全型中トップクラスである。小柄な体躯ゆえに当たり判定が小さいこともあり、他の型に比べて地上での回避能力に優れている。また、ガン発射後の硬直時間が僅かに軽減される。空中では上方向へ飛ぶダッシュ（『BR』のみ多段ジャンプ）が3回まで可能。
しかし空中ダッシュの速度が遅い上、防御力・がまん力共に全型中ワーストクラスであり、少しでもダメージを受けるとほぼ確実にダウンしてしまう。そのため、使用する際は繊細な立ち回りが要求される。また、『激闘!』では装備した武器の攻撃力が5%低下するほか、従来よりも若干身長が縮められ、更に幼い姿に変更されている。
鳥に関する名前が付けられている。また、「BR」の登場ロボはリトルスプリンター型と同じく単位の名、鳥の名前に加えて料理の名前と変則的な名がついている。

#### ノーマルスタイル
ロビン(初代, V2)
［3/1/9/2］
シンイチの愛機。外見は本人に似ている。目元には眼鏡のようなパーツと右側面にのみ小型カメラを付けている。『激闘!』ではスピードスタイルに変更され、初戦時のラミュも使用する。
アタックは攻撃タイプで、錐揉み回転しながら前方へ高速で頭部から突進する。発生が少し遅く、動作後の硬直が長い。ヒットした相手は前方へ小さく吹き飛ぶ。
「ロビン」は「コマドリ」の意。
リトルチック(BR)
［2/1/9/5/3］
ナヒン、トリッシュの愛機。同型機の中で唯一、女性的な外見をしている。そのため『激闘!』ではリトルスプリンター型に変更されている。
アタックは攻撃タイプで、前方に「へ」の字を描くように頭部から突進し、着地時に小さく宙返りをする。その軌道上移動タイプの特性を併せ持ち、障害物を飛び越えることも可能。ヒットした相手は後方に小さく吹き飛ぶ。ヒットした瞬間、ハートのエフェクトが飛び散る。

#### スピードスタイル
ディッキー(初代, V2)
［2/1/10/2］
全ロボ中最速の移動速度を誇る。『大乱闘スマッシュブラザーズX』ではリトルスプリンター型のロボ5体に混ざってフィギュア化されている。
アタックは対空タイプで、前転から斜め上空へ飛び上がりつつアッパーを放つ。発動時に隙がある。ヒットした相手は前方へ大きく吹き飛ぶ。
「ディッキー」は「小鳥」の意。
ペリグリン(BR)
［1/1/10/5/5］
ロイドの愛機。機動力が最高である反面、防御面が最低になっている。
アタックは攻撃タイプで、僅かに上昇しながら相手に向かって頭から突進する。ヒットした相手はやや前方に吹き飛ぶ。ヒットした瞬間、星が飛び散る。
「ペリグリン」は「ハヤブサ」の意であるとともにワインメーカーの名でもある。
ロビン(激闘!)
［2/1/10/3］
『V2』から眼鏡がバイザーに変更されている。全ロボ中最速の移動速度を誇る。
アタックは攻撃タイプで、性能も従来同様。

#### アーマースタイル
ドレイク(初代, V2)
［4/1/8/2］
リヒトの愛機。シャッターのような目を持つ、やや機械的な顔が特徴的。同型機の中では最も防御力が高い。
アタックは回避タイプで、その場でしばらくジタバタしながら極僅かに前進した後、真後ろへ高速で引っ張られるように長距離を滑走し相手から遠ざかるという、かなり個性的なもの。ヒットした相手はその場で極僅かに上方向へ跳ねる。
「ドレイク」は「カモ」の意。
ペキンダック(BR)
［3/1/8/5/4］
鈍・田大の愛機。赤・白が基調で、中華風な模様とくちばしが特徴的。
アタックは対空タイプで、前方斜め上空へアッパーを放つ。ヒットした相手は前方に小さく吹き飛ぶ。ヒットした瞬間、ナルトのエフェクトが飛び散る。
「ペキンダック」は「中華料理」の名であり、アヒルを調理したもの。
ルーク(激闘!)
［3/1/9/3］
アタックは移動タイプで、性能も『V2』と同様だが、モーションは変形せずにそのまま体を寝かせただけの状態に変更されている。

#### ジャンパースタイル
パロット(V2)
［2/1/9/2］
ゲンタの愛機。外見は本人に似ている。
アタックは移動タイプで、前転を行った後、両腕を広げた状態で滑るように前進し、慣性で長距離を移動する。攻撃判定は前転部分にのみ発生する。ヒットした相手は前方へ小さく吹き飛ぶ。
「パロット」は「オウム」の意。

#### パワースタイル
ルーク(V2)
［2/1/8/2］
コテングの愛機。隈取をした烏天狗のような姿をしている。『激闘!』ではアーマースタイルに変更されている。
アタックは移動タイプで、スティンガーヘッドのように体を寝かせて両腕を広げ、クチバシと尻尾を長く伸ばして鳥のような姿に変形した状態で少し前進した後、前方上空へ大ジャンプする。最後のジャンプ時は既に行動可能となっている。ヒットした相手は上空へ吹き飛ぶ。
「ルーク」は「カラス」の一種の名であるとともに、「カスタムロボGX」でコテングが使用するシャイニングファイター型のナイトとはチェスの駒の名という共通点がある。
ピピット(激闘!)
［2/1/9/3］
コウの愛機。やや太めの体躯と無機質な目つきが特徴。
アタックは回避タイプで、その場でジタバタする。攻撃力は全ロボ中最低である。ヒットした相手は前方へ大きく吹き飛ぶ。
「ピピット」は「ヒバリ」の意。

### リトルスプリンター型
リトルレイダー型の女性版ともいえる少女型ロボ。基本的な性能はリトルレイダー型と共通しているが、前者に比べて最高速度こそ劣るものの加速力・旋回力に優れ、空中では多段ジャンプが3回まで可能。体躯が小柄であるため、地上での回避能力に優れているほか、多段ジャンプによりある程度の空中戦にも対応できる。
しかし防御面はリトルレイダー型以上に低いため、一度のミスが致命傷につながることも。また、『激闘!』では装備した武器の攻撃力が5%低下するほか、従来よりも若干身長が伸びており、体躯に関してもリトルレイダー型との差別化が図られている。
単位に関する名前が付けられている。

#### ノーマルスタイル
ベル(初代, V2)
［2/1/8/3］
カトレアの愛機。外見は本人に若干似ている。
アタックは移動タイプで、前方に「へ」の字を描くようにジャンプから突進を仕掛けた後、慣性で少し前進する。ヒットした相手は手前側に小さく吹き飛ぶ。
「ベル」は音などの単位の名。

#### スピードスタイル
ピコ(初代, V2)
［1/1/9/3］
最も防御力の低いロボの1つ。
アタックは攻撃タイプで、錐揉み回転しながら前方へ頭部から突進する。突進中は極僅かに上方向へ飛んでいる。ヒットした相手は上空へ大きく吹き飛ぶ。モーションがロビンに似ているが、こちらの方が発生が早くリーチも長い。
「ピコ」は「一兆分の一」の意。
リトルチック(激闘!)
［2/1/9/4］
トモカの愛機。元はリトルレイダー型であるため、唯一単位に関する名前が付けられていない。
アタックは移動タイプで、性能も『BR』と同様だが、ヒットした相手は手前側へ大きく吹き飛ぶ。
「チック」は電子回路上の時間管理の最小単位の名。

#### アーマースタイル
ビット(初代, V2, 激闘!)
［3/1/7/3］
激闘!：［3/1/8/4］
主に闇戦士が使用する。赤いヘルメットと無愛想な表情が特徴的。同型機の中では最も防御力が高い。『激闘!』では口元がマスクで覆われている。
アタックは対空タイプで、少し前進した後、水平に両腕を広げた状態で竹とんぼのように横回転しながら斜め上空へ飛び上がる。動作前後の隙が少ない。ヒットした相手は『初代』『V2』では前方へ小さく、『激闘!』では高く山形に吹き飛ぶ。
「ビット」はコンピュータなどで使用する最小単位の名。

#### ジャンパースタイル
パーミル(V2)
［1/1/8/4］
フタバの愛機。外見は本人に似ている。最も防御力の低いロボの1つ。
アタックは移動タイプで、前方に「へ」の字を描くように前転しながら高速で飛び、着地後は慣性で少し前進する。ヒットした相手は前方へ小さく吹き飛ぶ。
「パーミル」は「千分の一」の意。

#### パワースタイル
ルクス(V2)
［1/1/7/3］
最も防御力の低いロボの1つ。
アタックは対空タイプで、その場から斜め上空へ高速で飛び上がる。ヒットした相手は前方へ小さく吹き飛ぶ。
「ルクス」は光の単位の名。
ナノ(激闘!)
［2/1/8/4］
ポプラの愛機。ピンク色のヘルメットと目の部分が白抜きになっているバイザーが特徴的。
アタックは攻撃タイプで、両腕を振り回しながら地上を走る。リーチは短いが、ホーミング力が高い。ヒットした相手は真上に小さく吹き飛ぶ。
「ナノ」は「一億分の一」の意。

### ファニーオールドマン型
やや小柄な老人型のロボ。ジャンプが高く低速であるほか、空中ダッシュは長距離を上方向へ飛び、回数も『初代』では7回、『V2』『激闘!』では6回と非常に多いため滞空時間が非常に長く、空中性能はエアリアルビューティ型を凌ぐ。また、アタックの攻撃力は全体的に高いものが多い。
反面、防御性能・地上性能は非常に低く、特に地上での素早さは全型中ワーストクラスであるため、常に相手との間合いを保ちながら戦う必要がある。
名前には全て漢字3文字が使われている。

#### ノーマルスタイル
独眼爺(初代, V2)
［3/3/1/7］
ロボキチの愛機。赤い帽子を被り、名前通り片目に眼帯を付け独眼の状態となっている。眼帯以外は本人に若干似ている。
アタックは回避タイプで、頭部から低速回転しながら遠距離をゆっくりと前進する。動作後の硬直が長い。ヒットした相手は上空へ吹き飛ぶ。

#### スピードスタイル
頭源斎(初代, V2, 激闘!)
［2/3/1/8］
激闘!：［4/3/1/10］
カトレアのじいやの愛機。『V2』以前は好々爺のような外見であったが、『激闘!』ではデザインが大幅に変更され、帽子と左右非対称のバイザーを付けており、従来の原型をあまり留めていない。
アタックは回避タイプで、ゆっくりと波状に上下しながら前進する。ホーミング力が高い。動作後は空中にいる状態になる。ヒットした相手は前方へ小さく吹き飛ぶ。

#### アーマースタイル
銀髪翁(初代, V2)
［4/3/1/6］
名前通りの銀髪が特徴。
アタックは攻撃タイプで、逆立ち状態で高速回転しながらゆっくりと斜め上空へ飛ぶ。動作後は空中にいる状態になる。ヒットした相手は上空へ大きく吹き飛ぶ。
虚無僧(激闘!)
［4/4/1/9］
アタックは回避タイプで、両腕を上げたバンザイのようなポーズで滑るように前進する。なお、本体より前方の空間にも攻撃判定が発生するため、見た目よりも若干リーチが長い。ヒットした相手は前方へ小さく吹き飛ぶ。

#### ジャンパースタイル
武龍斎(V2)
［2/3/1/8］
縦長の頭部と上方向に尖った横髪が特徴的なロボ。胴着を着ている。名前の読みは「うーろんさい」。
アタックは攻撃タイプで、スライディングのような姿勢で前進する。移動速度が遅く、リーチも非常に短い上に動作後の硬直が長いため使いにくい。ヒットした相手は手前側へ大きく山形に吹き飛ぶ。

#### パワースタイル
虚無僧(V2)
［2/3/1/6］
ボロンジの愛機。名前通り、虚無僧のような外見を持つロボ。『激闘!』ではアーマースタイルに変更されている。
アタックは回避タイプで、頭部を巨大化させながら滑るように前進する。ヒットした相手は前方へ小さく吹き飛ぶ。動作後の硬直が長い。
髭若丸(激闘!)
［4/3/1/9］
ムソウの愛機。頭部は髭とバイザーで覆われているため、顔が確認できない。
アタックは攻撃タイプで、前方短距離に居合い斬りのような動作で瞬間移動し、その後納刀するモーションで硬直する。攻撃判定が見た目よりも狭いため、先端付近はヒットせずにすり抜けてしまう。また、発動時の効果音は刃物がかち合ったような独自のものとなっており、更に居合いモーション時にはヒットの有無に関わらず斬撃音も入る。ヒットした相手は真上に高く吹き飛ぶ。

### ファッティバイス型
ふくよかな体型の男性型ロボ。その見た目通り地上性能は低い反面、空中での移動力に優れており、1回のジャンプで遠距離まで移動できる。また、防御力も全型中トップクラスに高い上、被ダメージ時とガン発射後の硬直時間が軽減される。空中では多段ジャンプが2回まで可能で、『激闘!』では効果音が独自のコミカルなものに変更されている。
化学用語の名前が付けられている。

#### ノーマルスタイル
ドデカン(初代, V2)
［9/6/2/8］
フカシの愛機。外見はフカシに似ている。なお、フカシのロボへの扱いは首が取れる、ロボキューブを噛みかけのガムと一緒に入れる等マナーがとても悪い。『激闘!』ではアーマースタイルに変更されている。
アタックは攻撃タイプで、前転しながら前進する。動作前後の隙が大きい。ヒットした相手は上空へ吹き飛ぶ。
ドデカンターボ(GX)
隠し機体。『GX』における唯一のファッティバイス型であり、自称癒し系フカシが使用する。

#### スピードスタイル
プロパン(初代, V2)
［8/6/2/9］
眠そうな目つきをしている。
アタックは攻撃タイプで、前方に「へ」の字を描くようにジャンプから圧し掛かるような体勢で尻から急降下する。動作後の硬直が短い。ヒットした相手はその場で極僅かに上方向へ跳ねる。その軌道上移動タイプの特性を併せ持ち、障害物と飛び越える事が出来る。
シールキッド(激闘!)
［8/7/3/8］
唯一、化学用語の名前が付けられていない機体。胴体が大きな顔になっているため、ロックハウンド同様、他のロボの「頭部」にあたる部分が存在しない。外見・名前ともに『BR』のシールヘッドに酷似しているが、関係は不明。
アタックは攻撃タイプで、錐揉み回転しながら前方へ頭部から突進する。ヒットした相手は真上に近い前方へ、小さくゆっくりと吹き飛ぶ。

#### アーマースタイル
ブチル(初代, V2)
[10/6/2/7］
カスタムロボシリーズにおいて、初めて自律機動型として登場したロボ。通常のダイブするロボとしても登場し、主に闇戦士が使用する。
合法ロボ中最高の防御力を誇る。一般には流通していないらしく、シンイチ曰く「見たことも無いロボ」。
アタックは攻撃タイプで、バウンドしながらやや遅い速度で前転しながら突進する。見た目はドデカンのアタックにバウンドを加えたもの。なお、障害物の上から発動した場合は空中をバウンドし、動作後の硬直中も空中で静止した状態になる。ヒットした相手は上空へ小さく吹き飛ぶ。その軌道上移動タイプと回避タイプの特性も併せ持ち、障害物を飛び超えて奇襲をかけたり、相手の攻撃を無力化しつつ強引に攻め込む事が出来る。
ドデカン(激闘!)
［9/7/3/7］
フカシ・デカドンの愛機。ノーマルスタイルからアーマースタイルに切り替わり、ブチルが登場しないため作中の合法ロボ中最高の防御力を持つ。
フカシが使用するドデカンは扱いの悪さの為必ず汚れ、性能が落ちている。デカドンの使用するドデカンは汚れておらず、本来の性能を発揮している。
アタックは前作とは全くの別物となっており、対空タイプ。真上に近い角度へ跳び上がった後、仰向けに寝そべった状態で真下に落下する。攻撃判定は上昇時にのみ発生する。ヒットした相手は前方へゆっくりと吹き飛ぶ。その軌道上移動タイプの特性も併せ持ち、障害物越しに奇襲を仕掛けることが可能。
なお、作中にはフカシに押し付けられる形で入手し、その性能にハマった結果、愛機として使っている女子が存在する。

#### ジャンパースタイル
ハロゲン(V2)
［8/6/2/9］
ゴーグルのように立体的な楕円状の目が特徴的。瞼は細長く横一直線。
アタックは回避タイプで、巨大化して腹部を突き出しながら少し前進する。リーチが短い。ヒットした相手は上空へ吹き飛ぶ。

#### パワースタイル
ヘプタン(V2)
［8/6/2/7］
タイヘイの愛機。外見は本人に似ている。
アタックは攻撃タイプで、前方に浅い角度で「へ」の字を描くように前転しながら跳び上がり、頂点に達すると滑りこむような体勢で急降下する。着地後はその体勢のまま慣性で地上を滑るように少し前進する。攻撃判定は前転部分にのみ発生する。ヒットした相手は上空へ吹き飛ぶ。その軌道上移動タイプの特性も併せ持ち、障害物越しに奇襲を仕掛けることが可能。
ボラン(激闘!)
［8/7/3/7］
ノト先生の愛機。学生服を着ており、赤いバイザーと灰色の重厚なマスクを付けた無機質な顔が特徴。他の同型機に比べ、ファニーオールドマン型にも劣るほど移動速度が極端に遅い。
アタックは攻撃タイプで、地上での鈍さからは想像もつかないほど高速で前方に急な「へ」の字を描くようにジャンプから圧し掛かるような体勢で尻から急降下する。ヒットした相手は前方へ山形に、非常に大きく吹き飛ぶ。その軌道上移動タイプの特性も併せ持ち、障害物越しに奇襲を仕掛けることが可能。

### ストライクバニッシャー型
『V2』より登場。最もロボットらしい機械的な外見をしている。体躯・性能共にシャイニングファイター型に近いが、地上性能・ジャンプ性能はそれに比べて低い。空中ダッシュが3回（『激闘!』では2回）まで可能で、その際は姿が透明になり、ガンによるダメージを無効化する「ステルス機能」を搭載している（通称「ステルスダッシュ」と呼ばれる）。
ただし、無効化できるのはガンによるダメージのみで、ボムやポッドの爆風に対しては効果が無い。なお、『GX』では全体的にがまん力が低く設定されているが、ダッシュ中にガンを発射することが可能となっている。
鋭利な武器に関する名前が付けられており、『V2』におけるケンゴ・ツルギ・ヤイバの3兄弟の愛機はいずれも槍の名前で統一されている。

#### ノーマルスタイル
ジャベリン(V2, BR)
［6/5/4/4］
BR：［6/5/4/4/2］
『V2』ではケンゴ、『BR』ではポリー、げんのすけ、ケンゴ（ホログラム）の愛機。配色は緑・薄緑。『激闘!』ではスピードスタイルに変更された。
アタックは攻撃タイプで、前方短距離に高速でショルダータックルによる体当たりを仕掛ける。ヒットした相手は前方へ非常に小さく吹き飛ぶ。動作前後の隙が非常に少なく相手も遠くに吹き飛ばないため、連続で攻撃する事が出来るが、攻撃力が全ロボ中最低である上、唯一無敵時間が全く存在しないという致命的な弱点を持つ。
「ジャベリン」は投擲槍の名。
ファルシオン(GX)
［5/5/3/5］
カーンの愛機。配色は紫・黄色。腕部には小型の盾のような楕円状のパーツが付いている。
「「ファルシオン」はノルマン人が使用した剣の名。

#### スピードスタイル
スピア(V2)
［5/5/5/4］
ツルギの愛機。配色は水色・青。目は右側のみの隻眼である。また、下半身後部には右寄りに尻尾のような鋭利なパーツが付いている。
アタックは攻撃タイプで、前方に蹴りを放ちながら滑るように高速で突進する。動作後の硬直が長い。ヒットした相手は上空へ吹き飛ぶ。
「スピア」は槍の名。
クナイ(GX)
［5/4/3/6］
『GX』でのカトレアの愛機。配色はピンクが基調。同型機の中では唯一、女性的な外見をしている。
「クナイ」は忍者が使用することで有名な飛び道具の名。
ハルベルト(BR)
［5/5/5/4/8］
リョウトの愛機。配色は青・黄色。
アタックは攻撃タイプで、相手に向かって真っ直ぐ突進する蹴りを放つ。ヒットした相手は前方に小さく吹き飛ぶ。
「ハルベルト」は槍と斧を掛け合わせたような長柄の武器の名。ハルバードとも呼ばれる。
ジャベリン(激闘!)
［5/5/5/6］
ヒュウの愛機。従来とはデザインが大きく異なり、カラーリングも黄緑と黄色を基調としたものに変更されている。
アタックは攻撃タイプで、性能も基本的に従来と同様で、無敵時間も存在しない。攻撃力は全ロボ中最低ではなくなったが、それでも非常に低い部類にあたる。

#### アーマースタイル
カトラス(V2)
［7/5/3/4］
配色は赤紫・深緑。逆台形状の大きく平らな頭部、前方に突き出た細長いラインアイの目など、全体的に整った外見を持つ他の同型機に比べて特徴的な姿をしている。
アタックは回避タイプで、平らな頭部を活かして逆立ち状態でゆっくりと滑るように前進する。ヒットした相手は手前側へ小さく、高速で吹き飛ぶ。ホーミング力は高いが、動作後の硬直が非常に長い。
「カトラス」は海賊や船乗りが用いた曲刀の名。
ブローバ(BR, 激闘!)
［7/5/3/4/4］
激闘!：［6/5/4/6］
配色は藍色・オレンジ。フットボーラーのような姿をしている。
アタックは移動タイプで、『BR』では前方斜め上空へ蹴りを放った後、「く」の字を描くように後方へ移動する。『激闘!』では「コ」の字を描くように短距離の前進からアッパーカットで跳び上がった後、空中で横回転しながら後退する。ヒットした相手は前方へ吹き飛ぶ。その軌道上対空タイプの特性も併せ持ち、上空の相手を迎撃する事が出来る。
「ブローバ」はインドのムンダー族が用いていた長柄の斧の名。
ジャベリンMk-II(GX)
［5/6/3/4］
ツルギ&ヤイバおよびタケヒロの愛機。配色は黄緑・青。

#### ジャンパースタイル
ランス(V2)
［5/5/4/5］
ヤイバの愛機。配色は黄色・赤。目は左側のみの隻眼である。また、下半身後部には左寄りに尻尾のような鋭利なパーツが付いている。外見・性能共にスピアに似ている。
アタックは移動タイプで、「コ」の字を描くように少しの前進から蹴り上げる動作で真上へ上昇した後、空中で引っ張られるように後退する軌道をとる。ヒットした相手は前方へ大きく山形に吹き飛ぶ。動作後の硬直が長い。その軌道上対空タイプの特性を併せ持ち、空中の相手を迎撃することが出来る。
「ランス」は馬上槍の名。

#### パワースタイル
アクス(V2)
［5/5/3/4］
配色は黄土色・灰。側頭部には左側にのみ、細いアンテナが付いている。
アタックは攻撃タイプで、その場で半透明になり一瞬高速回転した後、前方に高速でボディから体当たりを仕掛ける。ヒットした相手は前方へ吹き飛ぶ。
「アクス」は「斧」の意。
エクスカリバー(GX)
［7/4/3/4］
ニカイドウの愛機。配色は赤・黒。その外見や、使用コマンダーが悪の親玉であるニカイドウであることなどから違法型の印象があるが、れっきとした合法ロボである。なお、頭部以外のボディはジャベリンMk-IIの色違いである。
「エクスカリバー」はアーサー王伝説に登場する剣の名。
パイク(激闘!)
［5/5/4/6］
配色は藤色・ピンク。三角錐状の細長い頭部と赤い顔面が特徴的。
アタックは攻撃タイプで、錐揉み回転しながら前方へ高速で頭部から突進する。見た目に反して攻撃力は非常に低く、ジャベリンをも下回る。ヒットした相手は前方へゆっくりと吹き飛ぶ。
「パイク」はスピアよりも長い槍の名。

### バーニングビースト型
『V2』より登場。大柄な動物の外見をしており、ストライクバニッシャー型と同様にステルス機能を搭載している。地上性能は低いが、ジャンプは高く速い上、着地時の硬直が短い。空中ダッシュは1回のみで、一瞬間を置いてから長距離を斜め下方向へ飛ぶ。また、被ダメージ時とガン発射後の硬直時間が軽減される。
それぞれのモデルとなった動物の名前が付けられている。なお、『激闘!』では全てのロボが4足歩行をするようになったため座高が低く、大柄でありながら当たり判定が小さいという特徴を持つ。

#### ノーマルスタイル
ドルフィー(V2)
［6/5/3/8］
クレオパトラの愛機。イルカをモチーフにしているため、イルカの首に人間の胴体がついたような、若干不自然な体形である。
アタックは攻撃タイプで、体を寝かせた状態で前方に高速で突進する最も基本的な形。動作後の硬直が長い。ヒットした相手はその場で上空へ大きく、真上に近い角度へ吹き飛ぶ。
チキンハート(BR)
［5/5/3/7/5］
隠し機体。鶏をモチーフにしている。『BR』では唯一のバーニングビースト型であり、違法型ではない。鶏モチーフであるが、後述のヒヨコロボとの関係は不明。
アタックは『V2』のホークマンとほぼ同性能で、一旦上空にジャンプした後、V字を描くように斜め下方向への突進から着地と同時に前方上空へ大ジャンプする。ヒットした相手は上空へ吹き飛ぶ。ヒットした瞬間、羽毛のエフェクトが舞い散る。攻撃判定は下降時にしか発生しないが、最後のジャンプ時は既に行動可能となっている。

#### スピードスタイル
ウルフェン(V2, 激闘!)
［5/5/4/8］
激闘!：［5/5/5/7］
『V2』ではロウガ、『激闘!』ではショーンの愛機。狼をモチーフにしている。
アタックは攻撃タイプで、真上へ小ジャンプした後、斜め下方向へ飛びかかるように鋭く急降下する。リーチが短く、小ジャンプ中は無敵時間が存在しない。ヒットした相手は前方へ大きく吹き飛ぶ。

#### アーマースタイル
トリケラオー(V2, 激闘!)
［7/5/2/8］
激闘!：［6/6/4/6］
トリケラトプスをモチーフにしている。『V2』では、全ロボの中で唯一4足歩行をする。
アタックは攻撃タイプで、『V2』では前方に歩行と同一のモーションで突進する。発生は早いが、動作後の硬直が長い。『激闘!』ではその場で一旦勢いを付けた後、前方へ高速で長距離を突進する。ヒットした相手は手前側へ大きく吹き飛ぶ。

#### ジャンパースタイル
ホークマン(V2)
［5/5/3/9］
ロボ博士の愛機。鷹をモチーフにしている。
アタックは移動タイプで、一旦上空にジャンプした後、V字を描くように斜め下方向への突進から着地と同時に前方上空へ大ジャンプする。ヒットした相手は前方へ吹き飛ぶ。攻撃判定は下降時にしか発生しないが、最後のジャンプ時は既に行動可能となっている。

#### パワースタイル
ゴリオン(V2)
［7/5/2/8］
シーザーの愛機。ゴリラをモチーフにしており、若干前傾姿勢で歩行する。パワースタイルでありながら、アーマースタイルと同等の防御力を有する。
アタックは回避タイプで、その場でドラミングのような動作を行い、ヒットした相手は手前側へ非常に小さく吹き飛ぶ。動作後の硬直が短い。モーションの関係上、相手に密着しないとヒットしないが、成立してしまえば追撃は非常に容易。
レオン(激闘!)
［5/5/4/6］
レニィの愛機。ライオンをモチーフにしている。
アタックは攻撃タイプで、その場から大きく後退した後、前方へ高速で頭部から滑りこむように長距離を突進する。無敵時間は後退時にのみ発生する。ヒットした相手は前方へ吹き飛ぶ。

### ライトニングスカイヤー型
『GX』より登場。変形機能を持つ機体で、空中ダッシュ時に戦闘機に変形して飛行状態となり、非常に長距離を移動できる（『BR』では徐々に下降する）ほか、その間任意で方向転換及びガン・ボム・ポッドの発射が可能な「スカイヤーダッシュ」が1回使用可能。なお、スカイヤーダッシュ中は通常とは異なり排夾動作が存在せず、武器を発射しても一切硬直しないという特性を持つため、攻撃時の隙消し手段としても重宝する。
空中性能に特化している反面、『GX』ではがまん力が全型中最低に、『BR』以降は空中性能以外が全体的に低く設定されている。また、アタックの動作中はほとんどの機体が飛行形態に変形する。
各機体の名前は『GX』ではミサイル、『BR』では軍の乗り物に関連した名前が付けられていたが『激闘!』では風に関する名前に統一されている。

#### ノーマルスタイル
ディフェンダー(BR)
［3/3/3/8/9］
ヒロコの愛機。水色が基調で、UFOのような円盤状のフォルムが特徴的。
アタックは攻撃タイプで、飛行形態で水平に回転しながら相手に向かってゆっくり突進する。ヒットした相手は前方斜め上に吹き飛ぶ。アタックの移動距離は長いが、硬直も長め。
レイスカイヤー(GX)
［5/5/1/9］
ニカイドウグループが主人公から奪ったX-レイをベースに開発した機体。タイトル画面で唯一登場するなど、X-レイ以上に特別な扱いを受けている。ニカイドウグループの施設から脱出する際に、研究材料として分解されたX-レイの代わりとして奪い、新たな主人公機となる。脱出後はポリス隊にニカイドウグループの証拠として一時的に回収されるも、その後返還され、以後も主人公機として使用できる。外見はX-レイに似ているが頭髪は黄色く、目元にはバイザーを付けている。
カスタムロボシリーズにおいて唯一の、シャイニングファイター型ではない主人公機である。

#### スピードスタイル
ブレイカー(BR)
［2/3/3/9/9］
シナ、デフレの愛機。緑・紫が基調で、頭部の鮫が口を開けたようなパーツが特徴的。
アタックは攻撃タイプで、飛行形態で少し上昇しながら相手に向かってゆっくり突進する。ヒットした相手は僅かに前方に吹き飛ぶ。
スティングレイ(GX)
［5/4/1/10］
マユズミの愛機。
「スティングレイ」はアメリカの軽戦車の名。
ハリケーン(激闘!)
［5/4/4/8］
アタックは攻撃タイプで、5キャラ分ほど離れた前方上空の空間へ瞬間移動し、飛行形態に変形した状態で発動地点に向けて急降下した後、着地と同時にロボ形態に戻りつつ、真上に大ジャンプする。ヒットした相手は真上へ吹き飛ぶ。
「ハリケーン」は強力な熱帯低気圧を指す。
レイスカイヤー(激闘!)
［4/4/6/8］
赤色を基調としたレイスカイヤー。『GX』からボディのデザインが大幅に変更され、変形の方法も異なっている。隠し機体であり、DSステーションから期間限定で配布されていたが、現在ではWi-Fi対戦時にのみ低確率で入手可能。
アタックは移動タイプで、高速で前進後、真上に近い後方へ大ジャンプする。動作後は空中にいる状態となり、スカイヤーダッシュに繋ぎやすい。ヒットした相手は前方へゆっくりと山形に吹き飛ぶ。

#### アーマースタイル
ベリアス(BR)
［4/3/3/7/9］
リンファの愛機。紫・黄色が基調で、全体的に鳥のようなフォルムが特徴的。
アタックは攻撃タイプで、飛行形態で錐揉み回転し、少し上昇しながら相手に向かってゆっくり突進する。ヒットした相手は前方斜め上に吹き飛ぶ。上昇する角度がブレイカーよりやや大きいため、相手と距離が離れているとヒットしない。
パトリオット(GX)
［5/6/1/8］
マモルおよびタクマの愛機。表のバトルでリョウ（リュウジン）も使用する。
「パトリオット」は防空用地対空ミサイルの名。
テンペスト(激闘!)
［5/5/4/7］
ディンゴの愛機。
アタックは移動タイプで、高速で真上に近い角度へ跳び上がり、飛行形態に変形した状態で急降下、その後着地と同時にロボ形態に戻り、反動で錐揉み回転しながら小ジャンプする。ヒットした相手は真上へ吹き飛ぶ。
「テンペスト」は「大嵐」の意。
レイスカイヤー(激闘!)
［5/4/5/8］
白色を基調としたレイスカイヤー。『GX』からボディのデザインが大幅に変更され、変形の方法も異なっている。隠し機体であり、DSステーションから期間限定で配布されていたが、現在ではWi-Fi対戦時にのみ低確率で入手可能。
アタックは移動タイプで、高速で前進後、真上に近い後方へ大ジャンプする。動作後は空中にいる状態となり、スカイヤーダッシュに繋ぎやすい。ヒットした相手は前方へゆっくりと山形に吹き飛ぶ。

#### パワースタイル
フェニックス(GX)
［7/4/1/8］
劇中では自律機動型のロボとして登場。外見は基本的にスティングレイの色違いである。
「フェニックス」は「不死鳥」の意であるとともにミサイルの名。
ミストラル(激闘!)
［5/4/4/7］
ハジメの愛機。
アタックは移動タイプ。
「ミストラル」はフランス南東部の季節風であるとともにミサイルの名でもある。
レイスカイヤー(激闘!)
［4/4/5/8］
青色を基調としたレイスカイヤー。『GX』からボディのデザインが大幅に変更され、変形の方法も異なっている。隠し機体であり、DSステーションから期間限定で配布されていたが、現在ではWi-Fi対戦時にのみ低確率で入手可能。
アタックは移動タイプで、高速で前進後、真上に近い後方へ大ジャンプする。動作後は空中にいる状態となり、スカイヤーダッシュに繋ぎやすい。ヒットした相手は前方へゆっくりと山形に吹き飛ぶ。

### ミスティミラージュ型
『GX』のみ登場。シャイニングファイター型に近いバランスの取れた性能を有する。ダッシュ中は長距離を低速で移動し、その際は完全に姿が消えるため相手が視認できなくなくなるほか、壁をすり抜けることも可能な「ミラージュダッシュ」が使用可能。
ただし、見た目の似ているステルスダッシュとは別物であり、ガンによるダメージを無効化する効果は無いため、ダッシュ中に攻撃を受けると中断扱いとなり姿を現してしまう。
デッドフェイス(GX)
［5/5/5/4］
ノーマルスタイル。水牛のような頭部を持ち、四肢には太い血管のようなものが1本ずつ、背中には悪魔のような翼が付属している。グレートロボカップチャンピオンのコウシロウが使用する。
マサカド(GX)
［5/4/5/5］
スピードスタイル。ヒコマロの愛機。頭部は般若の顔で、鎧武者のような姿をしている。
クロスボーン(GX)
［5/6/5/3］
アーマースタイル。ロボキチの愛機。骸骨のような姿をしており、背中には大砲のようなパーツが付属している。
ヨシツネ(GX)
［7/4/5/3］
パワースタイル。サムエルの愛機。外見は基本的にマサカドの色違いである。

### ファンキービッグヘッド型
『BR』にのみ登場。巨大な顔から直接手足が生えたような姿をしている。基本的にファッティバイス型と同じ性能である。
『V2』以前のトリックフライヤー型同様に名前の最後には「ヘッド」が付けられているが、特に関連性はない。
シールヘッド(BR)
［9/7/3/9/6］
ノーマルスタイル。ハルの愛機。茶色が基調で、ハムスターのようなフォルムが特徴的。『大乱闘スマッシュブラザーズX』ではシールとして登場。
アタックは攻撃タイプで、相手に向かって真っ直ぐ頭から突進する。ヒットした相手は僅かに前方に吹き飛ぶ。
ホバーヘッド(BR)
［8/7/3/10/8］
スピードスタイル。ボギー、ルーシーの愛機。白・茶色が基調で、円柱を寝かせた形の頭部が特徴的。
アタックは攻撃タイプで、大きく斜め上に飛び跳ねた後、相手に向かって頭から突進する。ヒットした相手は僅かに吹き飛ぶ。その軌道上移動タイプの特性を併せ持ち、障害物越しに奇襲を仕掛けることが可能。
プレジャーヘッド(BR)
［10/7/3/7/6］
アーマースタイル。ピカートおよびフカシ（シミュレーター）の愛機（『BR』ではドデカンが製造中止になっているため）。怒った顔のようなヘッドが特徴的だが、本当の頭部は上面に小さく見えている方である。
アタックは前方斜め上空へ前後開脚宙返りしながら上昇し、その後下降する。ヒットした相手はやや前方に吹き飛ぶ。攻撃判定は上昇時にしか存在せず、下降時はダメージを与えることはできない。

### 違法型
レイIIダーク(V2, 激闘!)
［6/6/10/7］
激闘!：［5/5/8/8］
シャイニングファイター型の違法ロボ。偽主人公の愛機。外見はレイIIの色違いで、全体的に黒を基調とした配色に変更され、更に『激闘!』ではマスクの代わりにバイザーを付けている。レイIIに比べて地上・空中共に機動力が大幅に強化されている。
アタックは攻撃タイプ。『V2』ではモーションはレイIIと同一のものだが、こちらは更に移動速度が速く、攻撃力も高い（ロボ全体で見ても高い）。また、動作後は慣性で少し前進し、地上すれすれの空中にいる状態となる。ヒットした相手は吹き飛ばず、その場でダウンする。『激闘!』では性能が大きく変更され、真上に近い上空へ瞬間移動した後、そこから直立体勢で4キャラ分ほど前進しつつゆっくりと下降する。ヒットした相手は前方へ大きく吹き飛ぶ。
メイジェル(V2, 激闘!)
［5/6/4/8］
激闘!：［4/5/4/9］
セクシースタンナー型の違法ロボ。ナナセ（ゴライアス時）の愛機。『V2』のラスボス。『激闘!』では偽主人公が自律機動型ロボとして所持している。
ジャンプの速度が遅くなり滞空時間が延長されたほか、空中ダッシュが多段ジャンプに変更されているなど、空中性能が強化されている。なお、地上性能に変化はない。
アタックは回避タイプで、アニーと同一のモーションで蹴り上げた後、そのまま上空へ大ジャンプする。動作後は遥か上空にいる状態になる。ヒットした相手は真上へ非常に高く吹き飛ぶ。
ベイオネット(V2)
［6/6/6/5］
ランスとスピアを「ロボ・リジェネレータ」で合体させて開発した違法合体型ロボ。シナリオではヤイバ・ツルギ兄弟がデュアルダイブで操るが、プレイヤーが使用する際はデュアルダイブを行う必要はなく、1人で使用可能。
外見はランスとスピアを掛け合わせたような姿で、灰色と黒を基調としたボディをベースに右半分がスピア（水色）、左半分がランス（オレンジ色）の配色となっている鎧のような装甲を肩部と腰部にそれぞれ身に付けており、専属の違法パーツであるツインズガン・ツインズボムの配色もそれに準じている（ツインズポッド・ツインズレッグはボディに合わせて灰色と黒を基調としている）。また、目の色も左右で異なるオッドアイ（青・赤）となっている。
性能はベースである同型機に比べて素早さ・ジャンプ高度・速度が向上しており、ステルスダッシュは最大5回まで可能となっている。しかし頭身が伸びたため結果的に当たり判定が大きくなり、被弾しやすくなっているという欠点もある。
アタックは攻撃タイプ。ジャベリンのアタックに無敵時間が付加されたものであり、動作前後の硬直が非常に短く使いやすいが、相変わらず攻撃力は低めで、手数で補う必要がある。
ストライクバニッシャー型がベースのため、名前も武器に因んでいる。「ベイオネット」は「銃剣」の意で、「刃物よりさらに強い」イメージから。
『大乱闘スマッシュブラザーズDX』ではフィギュア、『大乱闘スマッシュブラザーズ SPECIAL』ではスピリットとして登場している。
ジェイムスン(V2, 激闘!)
［10+/10+/1/1］
激闘!：［10+/10+/1/2］
「自律機動型のロボは人間の操るロボの動きには敵わない。ならば、代わりに最強の攻撃力と防御力を与えてはどうか」というコンセプトのもとに、ゴライアスが最終兵器的なものとして開発した違法巨大自律機動型ロボ。両腕はアタック時を除いて常に正面に構えられており、排夾動作が存在しない（隙そのものは変わらず存在するため、攻撃が有利になるわけではない）。
カスタムロボの枠を超えるほどの規格外の巨体と極限まで高められた圧倒的な防御力を誇るほか、全くダウンしない・攻撃を受けても怯まない（ただし、アタックを受けた場合のみ若干後退する）・一部のガン・ボム・ポッドの性質による挙動の影響を受けない（例えば、スナイパーガンやボムの爆風がヒットしても吹き飛ばない、スタンガンやフリーズ系の爆風がヒットしても停止することなく動く事が出来る）という特性を持つ。その反面、機動力を大幅に犠牲にしており、地上・空中共に移動速度は非常に遅い上、巨体ゆえに当たり判定も非常に大きい。
『V2』ではプレイヤーが唯一入手不可能な機体であり、ゲーム内の説明によると空中ダッシュが1回まで可能のようであるが、バトル中にジェイムスンが空中ダッシュを使用することは無い。挙動そのものは存在しており、改造でプレイヤーが使用することで確認することができ、後のライトニングスカイヤー型に通ずる、非常に遅く長い空中ダッシュを行う。なお、サイズが大きすぎてキャノボットが使用できないため、ゲーム中でジェイムスンと戦闘を行う際は必ず既に変形を完了し、直立状態から開始する（改造でプレイヤーが使用するとキャノボットに入れられるが、小さなロボキューブから突如巨大な手足が出現する、という異常な光景が起こる）。
『激闘!』ではプレイヤーも入手可能となり、DSステーションからロクドウ系パーツ一式とセットで期間限定配布されていたが、現在ではWi-Fi対戦時にのみ低確率で入手可能。『V2』からロクドウ系パーツ一式を含め、若干デザインが変更されている。地面から数センチ上を常時浮遊しているため、一部ホロセウムの床に存在するダメージトラップの上を通過してもダメージを受けることは無い。しかし装備した武器の攻撃力は低下する。空中では変形を行いスカイヤーダッシュが1回使用可能。そのため大まかにはライトニングスカイヤー型に分類される。なお、キャノボットが使用できるようになっており、他のロボよりもロボキューブやキャノボットの砲台が大型化した状態で射出が行われる。
専用の違法パーツであるロクドウガン、ロクドウボム、ロクドウポッド、ロクドウレッグを装備しており、ロクドウ系パーツはジェイムスンの体躯に合わせて巨大なサイズで作られているため、ロクドウ系パーツ以外の一般的なサイズのパーツを装備させると、ジェイムスンは極端に小ぢんまりした姿になってしまう。
アタックは回避タイプで、その場で両腕を広げて回転する。ヒットした相手は前方へ大きく高速で吹き飛ぶ。攻撃後の隙が大きいものの、『V2』ではメタルベアーと同等の極めて高い攻撃力を誇る。
非人間型の巨大ロボということで、名はSF小説「ジェイムスン教授シリーズ」に由来するが、別の姿になったとのこと。
『大乱闘スマッシュブラザーズX』では後述のA.I.R.Sと共にフィギュアとして登場している。
ダークサム(GX)
シャイニングファイター型の違法ロボ。外見は基本的にソルMk-IIの色違いである。攻撃力、防御力、ダッシュ能力が少しずつ強化されている。闇バトル場にてカンザキが使用する。
メシエ(GX)
エアリアルビューティー型の違法ロボ。外見は基本的にプルートの色違いである。ダッシュ速度が向上している。闇バトル場にてアカネが使用する。
デビルレックス(GX)
メタルグラップラー型の違法ロボ。外見は基本的にアイアンレオの色違いである。当ゲーム中最大のがまん力を誇る。闇バトル場にてロバートが使用する。
ヘルファイア(GX)
ライトニングスカイヤー型の違法ロボ。外見は基本的にパトリオットの色違いである。当ゲーム中最大の攻撃力を誇る。ニカイドウグループのリュウジンが使用する。
「ヘルファイア」はミサイルの名。
クレイモア(GX)
ストライクバニッシャー型の違法ロボ。外見は基本的にクナイの色違いである。ステルスダッシュの距離が延長されている。ニカイドウグループのメンバーでマユズミの姉と思わしき人物、カミーラが使用する。
「クレイモア」はスコットランド人が用いた大剣の名であるとともに、対人用地雷の名でもある。
ビッグフット(GX)
メタルグラップラー型の違法ロボ。外見は基本的にタイガーグレアの色違いである。当ゲーム中最大の防御力を誇る。ニカイドウグループのガイオウが使用する。
「ビッグフット」はインディアンの伝承に登場する雪山に住む巨人の名であり、このロボが入手できるパスワードもそれに因んだものとなっている。
デモンブレイズ(GX)
ミスティミラージュ型の違法ロボ。外見は基本的にデッドフェイスの色違いである。ダッシュ速度が向上している。闇バトル場の案内人でありニカイドウグループのヤナイが使用する。
ラカンセン(BR)
［5/5/8/6/8］
ストライクバニッシャー型の違法ロボ。オボロの愛機。外見は黒を基調とした忍者のような姿で、大きな肩パッドとボディに凝らした炎状の模様が特徴的。同型機に比べて地上での移動速度が向上し、ジャンプ力も高くなっている。僅かに上昇するステルスダッシュが5回まで可能。『大乱闘スマッシュブラザーズX』ではシールとして登場。
アタックは後方に浅い角度で上昇した後、前方に向かって下降する体当たりを仕掛ける。ヒットした相手は僅かに前方に吹き飛ぶ。
ルヒエル(BR)
［4/5/5/9/8］
ライトニングスカイヤー型の違法ロボ。セルゲイの愛機。同型機に比べて地上での移動速度が向上したほか、ジャンプ力が高くなり、空中ダッシュの移動距離・旋回力も向上している。なお、彼はポリス隊に復帰した後もこの機体を使用している（ロボ以外のパーツは合法のものを使用する場合もある）。
アタックはその場で真上に上昇した後、前方に長距離突進する。動作後は空中にいる状態となり、硬直も短いため空中ダッシュに繋ぎやすいが、移動用であり、地上の相手にはほとんど当たらない。
アルテミス(BR)
［5/5/5/10/8］
エアリアルビューティ型の違法ロボ。イライザ、イザベラ姉妹の愛機。同型機に比べて空中旋回力、ジャンプ力が向上したほか、多段ジャンプが6回まで可能。
アタックは前方に一歩踏み出した直後、真上に高く上昇する。移動用ではあるが、ヒットした相手は非常に高く吹き飛ぶ。
「アルテミス」は小惑星の名であるとともに、カスタマイズされた違法パーツが名を冠するディアナとも同一視される月の女神の名でもある。また、もう一方の「ルナ」も同じ月の女神の名前である。
レイレジェンド(BR)
［1/4/10/10/6］
ゼクスのボス（主人公の父）の愛機であったシャイニングファイター型の違法ロボ。外見は『初代』のレイに近いデザインとなっている。全ロボ中最強の攻撃力を誇り、高速の空中ダッシュが6回まで可能であるなど機動力も非常に高い反面、防御力は全ロボ中最低というバランス重視のシャイニングファイター型とはかけ離れた極端な性能を持つ。また、ガン発射後の硬直が若干短縮される。なお、（そもそもダウンしないアール第3形態を除いて）ダウン時間が最も短くなっている（アール第2形態よりも短い）ため、追撃を受けにくい。
アタックは後方へ山形に飛び跳ねるというトリッキーなモーションで、相手の攻撃を回避するのに有効。
レイウォーリア(BR)
［9/9/5/5/10］
主人公機・レイ01の意匠を受け継ぐシャイニングファイター型の違法ロボ。レイ01に比べて攻撃力が+10%、防御力が+15%、がまん力が+50%に強化されている上に空中ダッシュの速度も向上しており、それに対する代償が一切無いため、弱点らしい弱点は見当たらない。勝利時のアクションはレイ01と同様だが、左右が反転している。
なお、劇中にこのロボを使用するコマンダーは登場しない。
アタックはその場で一旦立ち止まった後、前方へ高速で突進する。ヒットした相手は前方へ大きく高速で吹き飛ぶ。
スナイプ(激闘!)
［4/3/9/2］
リトルレイダー型の違法ロボ。ラミュの愛機。丸い白地に一つ目のシンプルな顔が特徴。ボディにはグレイバムのエンブレムが刻まれている。装備した武器の攻撃力が同型機のパワースタイル以上に増加するほか、防御力・がまん力も若干強化されている。
アタックは回避タイプで、その場で立ち止まり、発動地点に残像を残した状態で本体は姿を消しつつ短距離にゆっくりと後退する。攻撃判定は残像に発生する。なお、状況によっては残像が巨大化することがある。ヒットした相手は前方へ吹き飛ぶ。
「スナイプ」はタシギの英名であり、その射撃難度から、「タシギをも撃ち落とす射撃の名手」としてスナイパーの名の由来となった。
フリーダ(激闘!)
［5/5/5/7］
セクシースタンナー型の違法ロボ。イグニアの愛機。白とピンクを基調としたボディに、同型機に比べて機械的な顔が特徴。装備した武器の攻撃力が同型機のパワースタイル以上に増加するほか、ダウン時間が短縮されており、ダウン中に受けるダメージも軽減される。空中ダッシュが5回まで可能。
アタックは攻撃タイプで、その場で姿を消し、5キャラ分ほど前方へ瞬間移動する。攻撃判定は姿を消した瞬間にのみ発生する。ヒットした相手は吹き飛ばず、その場でダウンする。
バイオレントボア(激闘!)
［7/8/4/4］
メタルグラップラー型の違法ロボ。ザバルの愛機。名前に反して黄色と黄緑色を基調としたボディに丸い目をしたコミカルな外見で、違法ロボの割にはあまり邪悪さは感じられないが、その反面装備した武器の攻撃力が同型機のパワースタイル以上に大幅に増加する攻撃力重視のロボで、空中性能も若干強化されている。
アタックは攻撃タイプで、超高速で前進しつつ左ストレートを放つ。攻撃判定はストレートの部分にのみ発生し、相手との距離が近すぎるとヒットせずに突進ですり抜けてしまうため、ある程度間合いを離して使う必要がある。ヒットした相手は真上へ高く吹き飛ぶ。
ナガミツ(激闘!)
［5/5/5/7］
ストライクバニッシャー型の違法ロボ。モルグの愛機。黒と紫色を基調とした武士のような姿をしており、顔面には狐の顔を模したパーツを付けている。装備した武器の攻撃力が同型機のパワースタイル以上に増加するほか、ステルスダッシュが3回まで可能。
アタックは対空タイプで、4キャラ分ほど前方に姿を消しつつ突進した後、手足を組んだ状態で横回転しながら地面すれすれの空中を移動して5キャラ分ほど後退する。ヒットした相手は手前側へ小さく吹き飛ぶ。
「ナガミツ」は日本刀の名であり、中には国宝級の一振りも存在する。
ハドロン(激闘!)
［9/8/7/6］
ライトニングスカイヤー型の違法ロボ。『激闘!』におけるラスボスに相当する。グレイバムがネオブレインを利用して開発した究極のカスタムロボで、「自律機動型の判断力」と「ダイブ型の戦闘力」の両方の長所を併せ持つ。カスタマイズ画面では、立ちポーズが悠然とした独自のものとなっている。
金色と焦げ茶色を基調としており、最終ボスとしては比較的スリムな体躯が特徴。専用の違法パーツであるハドロンガン、ハドロンボム、ハドロンポッド、ハドロンレッグを装備しているが、パーツ自体はジェイムスンのような大掛かりなものとは対照的に、いずれもコンパクトなサイズに纏められている。
全体的な性能が高い上に装備した武器の攻撃力が増加するほか、ダウン時間が短縮されているため追撃を受けにくい。しかし、ボム、ポッドを使用する際に特殊なアクションを行うため、隙が増大しているという欠点も存在する。空中ではスカイヤーダッシュが1回使用可能で、その際は変形せずに体を直接寝かせた状態で飛行する。
アタックは攻撃タイプで、全ロボ中唯一空中でも使用可能となっており、地上では前方への高速突進後、上空へ向けて垂直にアッパーを放ちながら跳び上がり、空中ではその場で一旦停滞した後、斜め下方向へ高速で飛び蹴りを放つ。ヒットした相手はいずれも前方へ小さく吹き飛ぶ。
「ハドロン」はギリシャ語の「強い」に由来する強い相互作用で結びついた複合粒子の名。

### 軍用型
A.I.R.S（エアーズ）(GX, 激闘!)
［6/6/3/10］
激闘!：［3/3/5/9］
主人公から一時回収したレイスカイヤーのデータをもとに、軍事用に改造されたレイスカイヤー。「A.I.R.S」と書いて「エアーズ」と読む。対ダークキメラ戦の切り札として、ポリス隊が極秘に開発していた。外見はレイスカイヤーの色違いで、全身が金色を基調とした配色に変更されている。『GX』では全能力が強化されており、レイスカイヤーの純粋な上位互換機に相当する。
『激闘!』ではストーリーには一切関わらず、激闘編にて条件を満たすと、ムソウが使用ロボを本来のロボからA.I.R.Sに変更する。スカイヤーダッシュが2回まで可能な上、装備した武器の攻撃力が全ロボ中最も大きく増加するが、その代償として防御面が大きく低下している。
A.I.R.Sという名前ではあるが、何らかの言葉の略語なのかどうかなどは、ゲーム中では語られず不明。
アタックは回避タイプで、逆立ち状態で高速突進を仕掛けた後、真上へ大ジャンプする。動作後は遥か上空にいる状態となる。ヒットした相手は前方へ大きく吹き飛ぶ。
ダークキメラ(GX)
［10/10/10/10］
『GX』における最終ボスに相当する。ニカイドウグループが最終兵器的なものとして開発していたロボで、薬を飲んで身体能力を3倍に強化したニカイドウが操作する。銀色を基調とした規格外の巨体と極限まで高められた圧倒的な性能を誇るが、ヤナイによると戦う時点では未完成の段階であったらしい。そのためか移動速度はパラメータに反して遅く、ダッシュも使用してこない（ジェイムスンと同様挙動自体は存在しており、改造でプレイヤーが使用することで、後述するライジングキメラと同じダッシュを行うことが確認できる）。バトル中は常にプレイヤーに近付くように移動する。
専用パーツであるダークプラズマ、ダークボム、ダークガンナー、ダークスライドを装備している。なお、いずれのパーツも説明は「Unknown」と表記されており、詳細は不明となっている。劇中では入手不可。
ライジングキメラ(GX)
［10/10/10/10］
かつてトイザらスで開催されていたチャレンジイベントで戦うことができた隠しボス。現在では『BR』との連動により、挑戦出来るようになる。外見はダークキメラの色違いで、金色を基調としている。また未完成のダークキメラにはなかった足が追加されている。ダークキメラとは攻撃力や攻撃パターンに違いが見られる。ダッシュが使用できるようになっており、移動能力が高められているが、通常の移動速度は相変わらず遅い。
専用パーツであるライジングプラズマ、ライジングボム、ライジングガンナー、ライジングスライドを装備している。なお、いずれのパーツも説明は「Unknown」と表記されており、詳細は不明となっている。劇中では入手不可。

### 正体不明
アール第1形態(BR)
［6/5/5/8/9］
正体不明の生命体とカスタムロボ（ライトニングスカイヤー型）が融合した姿。体躯はシャイニングファイター型に近いが、銀色のボディをベースに赤と青色の血管のようなものが張り巡らされた機械と生物が混ざったような異様な外見をしている。後頭部にツインテールのような装飾がある。
アールと同様に、正体不明の生命体と融合したパーツであるラグナロク1stガン、グランドクロスボム、カタストロフィ1stポッド、アルティメットレッグを装備している。
シャイニングファイター型とライトニングスカイヤー型が統合されたような性能をしており、平均的な防御力・機動力を持ちながら空中性能も高く、ライトニングスカイヤー型とは対照的にスカイヤーダッシュ時は徐々に上昇する。また、その際には変形せず連続でダッシュを行うモーションを取るため、まるで空中を疾走しているように見える。
アタックは両手を広げて横回転しながらまっすぐ突撃するもの。モーションは独特だが性能自体は攻撃タイプの最も基本的な形である。
アール第2形態(BR)
［6/7/5/9/10］
アール第1形態が進化した姿。オボロがダイブをして操作する。左右非対称で、中途半端に装甲が追加されているため、第1形態よりもグロテスクな外見をしている。劇中のシナリオでは2対1の2人掛かりで戦う相手だが、アーケードモードでは1対1で戦う場合もある。
第1形態に比べて更にがまん力・空中性能が強化されたほか、ダウン時間が短縮されているため追撃を受けにくくなっている。また、ガンとポッドが強化され、それぞれ新たにラグナロク2ndガンとカタストロフィ2ndポッドを使用する。なお、ボムとレッグには強化版が存在しないため、第1形態と同じパーツを使用する。
アタックはラカンセンに似た軌道をとるが、こちらの方が動作後の硬直が短いため連発することが出来る。
アール第3形態(BR)
［10+/10+/4/10/10］
アール第2形態が更に進化した姿。全身に装甲が追加され、更に重厚な外見となった。頭部の形状が大きく変わり、人型よりも怪物といった印象を受ける。
第2形態に比べて素早さこそ低下しているものの、防御性能・空中性能が大幅に強化された上、ジェイムスン同様に全くダウンせず、攻撃を受けても怯まない上、相手のガン・ボム・ポッドの性質による挙動の影響も受けなくなっている。しかしがまん力自体は設定されており、一定のダメージを受けることでダウン扱いになり無敵時間だけが発生するという驚異的な特性を備えているため反撃にも強く、接近戦では無類の強さを誇る。ボムとレッグに変化は無いが、ガンとポッドは新たに更なる強化版となるラグナロク3rdガンとカタストロフィ3rdポッドを使用する。
また、シャイニングファイター型より少し大きい程度の体躯であるにも関わらずジェイムスンと同等の圧倒的な防御力を誇る（ジェイムスンには無いダウンによる無敵時間があるため、場合によってはジェイムスンよりも上である）ほか、機動力は地上・空中共にジェイムスンよりも遥かに優れている。特に空中でのスカイヤーダッシュは2回まで可能となり、攻撃力・防御力・機動力のあらゆる面で非の打ちどころがない。欠点は、ボディが巨大化した影響で攻撃の当たり判定が大きくなり、地上での移動速度が低下した（と言っても前述どおりジェイムスンよりははるかに上）という点が挙げられる。劇中のシナリオでは、3対1の3人掛かりでようやく倒すことの出来るラスボスに相応しい強さを誇る。その驚異的な性能から、シリーズ中でも一二を争う違法ロボと言える。
アタックは前の2つの形態とは性能が大きく変わり、両腕を広げて回転しながらゆっくり前進した後、後方へ低速で上昇する。どちらかというと回避タイプに分類される挙動を取る。動作後の硬直が長く前進する距離も短くなっている為、第2形態に比べて使い勝手が悪いものの、攻撃力は高い。

### 試作機
カラット(激闘!)
［6/5/8/4］
リトルスプリンター型の試作機。黄色いボディにピンク色の髪、そして頭部に付属している宝石のような帽子が特徴的。専用パーツであるカラットガン、カラットボム、カラットポッド、カラットレッグを装備している。同型機の弱点であった防御力・がまん力が大幅に強化されており、圧倒的に使いやすくなっている。違法型ではないが、同型機に比べて遥かに性能が高いため違法ロボとして扱われる。劇中ではカトレアが使用する。
アタックは攻撃タイプで、その場で真上に跳び上がりつつ地面に向けて超高速で頭部から滑りこむように長距離突進し、直後に高速で大きく後退する。攻撃と回避を兼ねている上、突進は移動速度の割にホーミング力が高く非常に強力。ヒットした相手は前方へ大きく吹き飛ぶ。
「カラット」は宝石の質量単位及び金の純度単位の名。

### 最弱ロボ
以下の3機は、意図的に能力を低く設計されたロボである。腕試しや、ハンデとしての意味合いで使用することもできる。違法ロボではないため、違法型の使用が禁止されている状況でも使用可能。スコアの減点対象にもならないが、逆に使用したからといってボーナス点が得られるわけではない。
ヒヨコロボ(V2, 激闘!)
［3/1/5/5］
激闘!：［2/1/4/3］
ヒヨコリーダー型。カスタマイズ画面では、パーツ名の横にヒヨコのマークが付いている。名前通りヒヨコのような外見を持つ、全体的な能力が低い最弱のロボ。劇中ではピータロウが使用する。外見・性能はリトルレイダー型に近いが、素早さは前者よりも劣り、『激闘!』では更にパラメータが軒並低く設定されている。『V2』では歩行・空中ダッシュ時に、常にピヨピヨとヒヨコの鳴き声のような効果音が鳴るのが特徴。『V2』では空中ダッシュが、『激闘!』では多段ジャンプがそれぞれ2回まで可能。
ヒヨコロボ同様に最弱のパーツであるヒヨコガン、ヒヨコボム、ヒヨコポッド、ヒヨコレッグを装備しており、それらをヒヨコパーツと総称している。
アタックは攻撃タイプで、前方に啄むような動作で突進する。ヒットした相手は前方へ吹き飛ぶ。意外にも攻撃力は高め。
また、グラフィックが存在するわけではないが、『GX』でのセリフ中には「ヒヨコロボジェット」というロボの名前が登場する。
ガラポン(GX)
［5/3/1/5］
ガラクタ型。名前通りガラクタを組み合わせて作ったような、左右非対称で非常に貧弱な姿をしている。カスタマイズ画面では、パーツ名の横にガラクタを表す「G」のマークが付いている。ヒヨコロボと同じく、全体的な能力が低い最弱のロボ。
劇中ではシンサクが使用し、ロボを買うお金がなかった彼が実際にガラクタから作った物だという説明もなされる。性能が低い原因は使用している部品がスクラップ工場で手に入れたガラクタを再利用したものであることと、シンサクにロボを制作するのに十分な技術や知識が無く最低限動ける程度にしか組み上げられていないため。「激闘編」ではガラポンガン、ガラポンボム、ガラポンポッドといったパーツも登場し、これをガラポンに装備して挑むバトルも用意されている。
ドラムカンロボ(BR)
［3/1/5/5/8］
ドラムカン型。カスタマイズ画面では、パーツ名の横にドラムカンのマークが付いている。名前通りドラムカンに手足が生えたような外見を持つ、全体的な能力が低い（ただし、アタックの攻撃力だけは高い）最弱のロボ。腹部には「DANGER」の文字が書かれている。ベースはシャイニングファイター型。
なお、劇中にこのロボを使用するコマンダーは登場しない。
アタックは攻撃タイプで、両腕を振り回しながら突進する。前述通り攻撃力は高いが、ダウンしている相手には当たらない。

## ガン
カスタムロボにおける主兵装にあたる。戦術の基本形を決定してしまうロボ以上に重要なパーツであり、ガンに合わせたカスタマイズが定石とされるほど。ガンによってその性能（攻撃力・ダウン力・ホーミング力・弾速・連射力〈『激闘!』ではリロードと表記〉・有効射程・同時発射数・同時連射数・弾の大きさ）・性質（弾の軌道・ヒット時の相手の挙動等）は千差万別である。また、一部のガンは地上発射時と空中発射時で弾の性能・性質が変化する。
全ガン共通で発射終了時に右腕を上に振り上げる排夾動作が存在する。これはアタックを除く全武装中最大の硬直を持つため、発射後の展開を考えないと反撃を受けやすくなってしまう。硬直時間はガンによってそれぞれ大きく異なり、当然だが硬直時間が短いほど連射が利くということになる。なお、例外としてジェイムスンは排莢動作を行わないが、硬直時間は変化しないため有利不利に影響は無い。
基本的に連射の利くガンは隙が少なく手数に優れる反面単発の威力は低いものが多く、逆に連射の利かないガンは発射後の隙が大きい代わりに単発威力とダウン力を重視し、一度のチャンスで形勢逆転を狙えるほどの高い攻撃力を持つものが多い傾向にある。
オーバーロード
画面内にガンの攻撃判定が存在している状態で、相手のガンによってロボがダウンした場合、ダウンした側はそれまで画面内に存在していたガンの弾が全て消滅してしまう「オーバーロード」という現象が発生する。そのため弾速が遅い、または一旦停滞するなど、画面内に長時間残るタイプの弾を発射するガンを使用している場合は特に狙われやすい。しかし、逆に相手が前述のタイプのガンを使用している場合ならば、こちらは弾速やダウン力の高いガンで積極的にオーバーロードを狙っていくことで、比較的有利に戦うことができる。
なお、ボムやポッド、アタック等のガン以外の攻撃によるダウンではオーバーロードは発生しない。またボムとポッドの弾もオーバーロードでは消滅せず、そのまま性能通りに爆発する。
スライドショット
地上移動中にガンを発射すると、その方向へ滑るように慣性移動しながらガンを発射する「スライドショット」となる。移動距離はその時の移動速度に比例し、ガン発射後の排夾動作と同時に停止する。これを上手く活用することで、射撃を行いながら遮蔽物に隠れる等の芸当が可能であるため、ガン発射後の隙を軽減することができる。
基本的に発射後の硬直時間が長いガンや、一度の射撃で複数発連続で弾を発射するガンは射撃時間が長いため、その分移動距離が長くスライドショットとの相性が良いといえる。
空中にいる場合は慣性移動は発生せず、必ずその場に留まり遅い速度で徐々に高度を下げながら射撃を行う。
αショット / βショット
『GX』のみに採用されている。通常のショットを「αショット」と呼び、ショットと同時に指定されたボタンを押すことで発射する特殊なショットを「βショット」と呼ぶ。βショットは性能・性質が大きく変化するなどαショットとの差別化が図られており、言わば他のシリーズにおけるガンの地上版・空中版を任意で使い分けることが可能な機能である。なお、発射された弾が壁を貫通する効果を発揮している状態では、弾の色が自分側はピンク色、相手側は青色に変化する。

### 合法
ベーシックガン(初代, V2, GX, BR, 激闘!)
初期装備。中程度の攻撃力・弾速・ホーミング力を持つ弾を3発連続で発射する。遠距離では攻撃力が低くなり、空中では僅かに弾速が遅くなる。練習用のガンであり、それ故に性能は他のガンに比べて一回り劣る。
『GX』でもおおよその性能は変わらないが、βショットは平行に並んだ弾を3発同時に発射する。
3ウェイガン(初代, V2, BR, 激闘!)
直線状に飛ぶ弾を3発並んで平行に、3回連続で9発発射する。1発辺りの攻撃力は低いが、攻撃範囲が広いためヒットさせやすい。遠距離へ飛ぶほどホーミング力が高くなるため、離れて撃てば通常6発程度、うまくいけば9発全てが当たる。
ワイドバルカン(GX)
3ウェイガンの『GX』仕様。3ウェイガンに比べて弾が大きくなっているものの、弾速が低下したほか、αショットでは中央の弾が発射されず、2発同時2連射の4発に減っている。βショットは従来通り3発同時に発射されるが、代わりに連射数が2に減り、 3ウェイガンと比較して弾が多少扇状に広がっている。またαショットに比べてホーミング力が低い。
ガトリングガン(初代, V2, BR, 激闘!)
小型の弾を8発連続で発射する。1発辺りの攻撃力は低いが、連続ヒットするためダウンさせやすい。遠近問わず、あらゆる距離に対応できるため汎用性が高いが、ホーミング力は低いため多少動き続けるだけで攻撃が外れ、更に連射数の多さゆえに射撃中は大きな隙を晒すのが欠点。劇中では『初代』の序盤にてリヒトが使用する。
ガトリングキャノン(GX)
ガトリングガンの『GX』仕様。ガトリングガンに比べて連射数が6発に減少している。βショットは壁を貫通するが、発射後の硬直が非常に長い。
バーティカルガン(初代, V2, BR, 激闘!)
直線状に飛ぶ弾と山形に飛ぶ弾をそれぞれ同時に2発、2回連続で発射する。対空能力に優れ、遮蔽物越しの射撃に向いている。それ以外にも連射力、威力共に平均並みで、どの場面にもある程度使える。一度に発射する弾数が少ない故に隙も少なめとなっている。
スナイパーガン(初代, V2, BR, 激闘!)
弾速とダウン力の高い弾を1発発射する。ヒットすると相手は大きく後ろに、真っすぐ吹っ飛んでいく。連射は利かないが、射程も長いため遠距離で有効。地上で発射する方が若干攻撃力が高い。作品によっては空中で撃つと一瞬停滞し、狙いを付けるモーションが発生する。なお、本来は遠距離用のガンであるが、近距離でヒットさせたほうが攻撃力が高くなる。劇中では『V2』に登場する『初代』主人公、『BR』のアーネストが愛用する。
ソニックライフル(GX)
スナイパーガンの『GX』仕様。αショットはスナイパーガン準拠の性能で、βショットは攻撃力が高く2発連続で発射されるが、αショット以上に硬直が長い。
スタンガン(初代, V2, BR, 激闘!)
目の前に拡散する電撃状の弾を高速で2連射する。ヒットした相手は少しの間麻痺して行動不能になる。射程は非常に短いが弾速と連射力に優れ、一度のチャンスで凄まじいダメージを与えることも可能。
ホーネットガン(初代, V2, BR, 激闘!)
蜂状の弾を5発同時に発射する。発射直後は扇状に拡散し、その後相手をホーミングする。空中版の方が若干弾の拡散する角度が広く、射程も長い。強力なホーミング力を誇るが、弾速が遅いのでオーバーロードを狙われやすい。なお、本来は中距離用のガンであるが、『BR』以前では近距離でヒットさせた方が攻撃力が高くなるため、至近距離から全弾ヒットさせることで凄まじいダメージを与えることが可能（『激闘!』では距離を問わず攻撃力が一定になったため、この使い方は出来なくなった）。劇中では『初代』のカトレアと『BR』のリンファが愛用する。
ホーネットバスター(GX)
ホーネットガンの『GX』仕様。αショットは3発、βショットは2発に発射数が減少しているが、ホーミング力と射程距離が若干向上している。βショットは壁を貫通する。
フレイムガン(初代, V2, BR, 激闘!)
炎状の弾を6発連続で発射する。遠距離でヒットさせるほど攻撃力が高くなる。射程はやや短いが、弾が大きくヒットさせやすい。ダウン追撃でヒットさせると相手を少し浮かせ、連続ヒットによって上空に吹っ飛んでいく。劇中では『初代』のジェイクと『BR』のシナが愛用する。
バーニングショット(GX)
フレイムガンの『GX』仕様。フレイムガンとは異なり、ヒットさせる距離に関わらず攻撃力は一定となっている。ヒット時は相手を遠くに押し出すようになっており、連続ヒットは難しくなっている。αショットは弾が壁に沿って飛ぶようになり、βショットは壁を貫通する。
ドラゴンガン(初代, V2, BR, 激闘!)
竜の頭部を模した尾を引く細長い弾を1発発射する。攻撃力・ホーミング力・ダウン力共に高いが隙が大きい。地上で発射する方が若干攻撃力が高い。劇中では『初代』のハヤオが中盤以降愛用する。
スプラッシュガン(初代, V2, BR, 激闘!)
錐もみ回転して飛ぶ、拳を模した青く四角いブロック状の弾を3発同時に、扇状に発射する。弾は発射直後は高速で飛ぶが、少し進んだ所で急に減速する。射程が短めで攻撃力も低い反面、全ガン中随一の連射力を誇る。また、ヒットした相手は少しの間麻痺するため、こちらは連射による凄まじい弾幕で相手を一方的に制圧することが可能。『BR』以前では空中版は地上版に比べて僅かながら弾が小さく攻撃力も低いが、連射力は更に高い。『激闘!』では連射力が若干低下したが、それでもトップクラスである。また、地上版は従来に比べて射程が短くなっている。
レフトアークガン(初代, V2, BR, 激闘!)
地上では左方向から、空中では右方向から「く」の字に屈折するブーメラン型の弾を2発連続で発射する。その軌道上壁越しの攻撃が可能だが、正面からの攻撃には弱い。攻撃力・弾速・ホーミング力ともにバランスが良い。
ライトアークガン(初代, V2, BR, 激闘!)
地上では右方向から、空中では左方向から「く」の字に屈折するブーメラン型の弾を2発連続で発射する。左右の発射方向が逆になる以外はレフトアークガンと同性能である。
ニンジャバレット(GX)
レフト（ライト）アークガンの『GX』仕様。途中で「く」の字に屈折する手裏剣状の弾を発射する。αショットは最初に下方向に飛び途中で上向きに屈折し、βショットは最初に上方向に飛び途中で下向きに屈折する。
ショットガン(初代, V2, GX, BR, 激闘!)
円錐状の弾を水平に3発同時発射する。射程は短く発射後の隙が大きいが、攻撃力とダウン力が非常に高くほとんどのロボを一撃でダウンさせることができ、弾速も速い。しかし射程内でも相手から離れすぎていると全弾ヒットせず、中途半端なダメージになってしまう。なお、空中で発射する方が僅かに連射力が高い。劇中では『V2』のトラジが愛用する。
『GX』ではαショットは扇状に3発、βショットは壁を貫通する弾を1発発射する。
レイフォールガン(初代, V2, GX, BR, 激闘!)
地上では上空で一旦停滞した後、空中では「へ」の字の軌道で即座に相手へ向かう円錐状の弾を4発連続で発射する。弾速・ホーミング力が高く、地上版の方が僅かに攻撃力が高い。その性質上遮蔽物越しの射撃に有効だが、弾が一度上昇するため見切られやすい。劇中ではジロウと『BR』のポリス隊署長が愛用する。
『GX』ではα,βショット共に連射数が3発に減少しているが、前者は一旦停滞するまで弾が壁を貫通する。
バブルガン(初代, V2, BR, 激闘!)
大きな水球（泡）状の弾を地上では水平に2発同時に、空中では1発発射する。弾速は遅いもののホーミング力が非常に高く、ある程度の連射も利く。空中版は地上版に比べて倍近い射程を持ち、攻撃力・連射力も高い。
バブルスマッシャー(GX)
バブルガンの『GX』仕様。弾が若干小さくなっているが、壁に接触しても弾が消えず、壁に沿って飛ぶようになっている。αショットは空中版、βショットは地上版に相当する。
イーグルガン(初代, V2, BR, 激闘!)
地上では即座に、空中では一旦停滞してから相手へ向かう鳥状の弾を1発発射する。1発辺りの攻撃力は低いものの弾速が速く、ある程度の連射も利く。なお、空中版は地上版に比べて若干弾速が遅く、攻撃力・連射力は高い。劇中では『初代』のリヒトが闇バトル以降愛用する。
イーグルカッター(GX)
イーグルガンの『GX』仕様。αショットは空中版、βショットは地上版に相当するが、後者は弾速が更に向上しており、壁を貫通する。
Vレーザーガン(初代, V2, BR, 激闘!)
細いレーザー状の弾を発射する。レーザーは攻撃判定が長く残るため、相手の行動を制限させる効果が高い。地上では名前通りにV字に相手を挟み込むように2発同時に、空中では正面に1発発射する。弾速やダウン力は高いもののホーミング力は無いに等しいため、ボムやポッドを駆使しないとヒットさせにくい。
マグナムガン(初代, V2, BR, 激闘!)
攻撃力とダウン力の高い、先端の尖った円柱状の弾を1発発射する。射程が短く発射後の隙も大きいが、弾速が非常に速いため射程内であればほぼ確実に命中させることができる。しかし弾の先端部分はヒットさせても攻撃力が低くダウンも奪えないため、射程内でもなるべく接近する必要がある。劇中では『初代』のマモルと『BR』のリョウトが愛用する。
『初代』では最終ボスであるマモルを倒さなければ入手出来ないため事実上隠しパーツ扱いであり、劇中のシナリオ上では入手時期の関係で使用不可能となっている。そのため『初代』ではアーケードモードと対戦モードのみで使用可能。
『V2』以降はマグナムの名前通りの 回転式拳銃のような外見となった。
ニードルガン(V2, BR, 激闘!)
先端の尖ったレーザー状の弾を縦方向へ3発同時に、扇状に発射する。ヒットした相手は上空へ吹き飛ぶため、対空能力の高い攻撃と相性が良い。空中では地上で発射するよりも僅かに弾同士の間隔が狭い。劇中では『V2』のツルギが愛用する。
スターレイヤーガン(V2, BR)
前方上空に1発の弾を撃ち上げた後、地上では即座に縦方向に、空中では一旦停滞してから水平に、それぞれ扇状に5発の弾に分裂・拡散する弾を発射する。地上では中距離で遮蔽物越しに、空中では遠距離からの連射でばら撒くように使うと強力。空中版は地上版に比べて僅かに攻撃力が高く、中央の1発が相手に向かって飛ぶ。なお、分裂前の弾を直接ヒットさせてもダメージは低い。
スターレイヤー(GX)
スターレイヤーガンの『GX』仕様。分裂数が3発に減少しているが、βショットは一旦停滞するまで弾が壁を貫通する。
グライダーガン(V2, BR, 激闘!)
鳥状の弾を2発同時に発射する。地上と空中では性能・性質が大きく異なり、地上では射程が短く、正面に向かって少し直進した所で急に減速して飛び、空中では射程が長く、左右から大きく旋回して相手を挟みこむように飛ぶ。空中版はホーミング力が全ガン中極めて高く、地上版に比べて倍近い攻撃力を持つ。劇中では『激闘!』のヒュウが愛用する。
グライダーウィング(GX)
グライダーガンの『GX』仕様。αショットでは空中版に相当し、壁に当たると壁に沿って飛ぶ高ホーミング弾が2発同時に発射され、βショットは地上版に相当し、相手を大きく吹き飛ばす弾が発射され、壁を貫通する。
マルチプルガン(V2, BR, 激闘!)
一定距離直進した後、地上では縦に6発、空中では水平に7発（『激闘!』では地上・空中共に5発）に分裂するミサイル状の弾を1発発射する。弾速が速く、分裂後はホーミング力が高い。なお、分裂前の弾を直接ヒットさせた場合、分裂する数の分だけ連続ヒットするもののダメージは低い。劇中では『V2』のユリエと『BR』のマーシャが愛用する。
マルチプルミサイル(GX)
マルチプルガンの『GX』仕様。分裂数が5発に減少し、弾速も低下しているが、壁に当たっても弾が消えない。αショットでは途中で5発に分裂する弾を、βショットでは最初から分裂した弾を4発発射する。
トラップガン(V2, BR, 激闘!)
地上では一定時間停滞した後に連続で7発、空中では遠距離へ飛ぶほどホーミング力が高くなる弾を即座に5発同時に（『激闘!』では地上・空中共に3発）発射する。地上版の方が若干攻撃力が高く、停滞中の弾は目を凝らさないと見えないほど非常に小さなサイズであるため見切られ難い。ある程度の連射も利くため大量に弾を設置できることから手数に優れるが、その分オーバーロードが発生した場合大量の弾が一気に消える為痛手となる。
ドリルガン(V2, BR, 激闘!)
ドリルを模した円錐状の弾を超高速で12連射する。射程は短めだが、ヒットした相手を手前に引き寄せる性質を持つため比較的コンボに組み込みやすい。劇中では『V2』のタクマのほか、『V2』のカリンも激闘編以降愛用する。
ジャイアントガン(初代, V2, BR, 激闘!)
超巨大なレーザー状（『激闘!』のみ波動状）の弾を1発発射する。弾速が遅く、見た目に反して攻撃力は低いが、ダウン力は高め。『激闘!』では従来に比べて弾が小さくなったほか、ジャイアントガン以上の大きさの弾を発射するガンが登場したため売りであった見た目のインパクトが弱まり、存在がやや地味になってしまったが、オーバーロードされないという性質が追加された。なおジャイアントガンのみならず、ジャイアント系のパーツは他の一般的なパーツに比べて大型のサイズとなっている。
キャッチガン(V2, BR, 激闘!)
爪状の弾を地上では山形に、空中では直線状に1発発射する。攻撃力は低いがホーミング力が高く、ドリルガンと同様にヒットした相手を手前に引き寄せる性質を持つためコンボに組み込みやすい。
トラクションリング(GX)
αショットは5発、βショットは壁に当たっても消えずに壁に沿う弾を1発発射する。どちらの弾も当たった相手を手前に引き寄せるので、そこを別の攻撃で狙うことができる。
ナックルガン(V2, BR, 激闘!)
拳状の巨大な弾を1発発射する。弾の外見は突き出した拳が突如巨大化したようにしか見えず、ナックルガン本体の見た目も相まって、撃つというよりも、まるで殴っているかのようである。地上では相手を真上にゆっくりと浮かせ、空中では遠距離に高速で吹き飛ばす。射程は全ガン中最短であり、至近距離で使用しないとまずヒットしないが、攻撃力・ダウン力・連射力共に非常に高い。地上版の方が弾が大きく（『激闘!』では地上・空中共に弾の大きさは同じ）、より攻撃力も高い。
パルスナックル(GX)
ナックルガンの『GX』仕様。少しだけ射程距離が伸びたほか、βショットには壁の貫通効果が付加される。
アクセルガン(V2, BR, 激闘!)
徐々に加速する弾を4発連続で発射する。地上では前方へ、空中では手前側へヒットした相手を飛ばす。地上版の方が若干攻撃力が高い。初速は非常に遅いものの、加速後の最高速度は全ガン中トップクラスである。攻撃力は高いが、弾速に癖があるため機動力の高い相手には連続ヒットさせにくい。劇中では『V2』のヤイバが愛用する。
ブレードガン(V2, BR, 激闘!)
剣状の弾を1発発射する。攻撃力・ダウン力・ホーミング力共に低く弾速も遅めだが、非常に連射が利くため手数に優れる。地上版の方が若干弾速が速い。劇中では『BR』のフランソワが愛用する。
スターダストガン(V2, BR, 激闘!)
流星状の弾を16発連続で、それぞれ放射状にランダムにばら撒いて発射する。遠距離からヒットさせるほど攻撃力が高くなる。遠距離では大きく拡散するため命中率が高くなるが、その分まばらなヒットになりがち。逆に近距離では極端に攻撃力が低くなり、纏めてヒットさせても大したダメージにはならないので、広い攻撃範囲を活かして遠距離でばら撒きながら攻めるのが有効。劇中では『V2』のナナセが愛用する。
『V2』『BR』ではあまりにもまばら過ぎてヒットする弾数が少ない、ということが多かったが、『激闘!』では改善され、よく当たるようになった。
ファングガン(V2, BR, 激闘!)
牙状の弾を5発連続で発射する。地上では「へ」の字の急な山形軌道を高速で飛び、空中では中程度の弾速で直線状に飛ぶ。地上版は軌道の関係上ピンポイント攻撃となるため、相手との間合いを把握していないとヒットさせることは困難だが、空中版に比べて遥かに攻撃力が高い。
ファングブロー(GX)
ファングガンの『GX』仕様。弾の軌道が大きく変わり、αショットはV字、かつ山なりの軌道で飛ぶ速い弾が左右3発ずつ、βショットではまっすぐ飛ぶ弾が3発飛ぶ。
グラビティガン(V2, BR, 激闘!)
しばらく進んだ所で長時間巨大化・停滞する、黒い球状の弾を1発発射する。地上では正面に高速で、空中では斜め上方向に超高速で飛ぶ。地上版はヒットすると相手を上空に浮かせる。空中版は地上版に比べて射程が短いものの弾が更に巨大で、攻撃力が非常に高い。ヒットさせると相手を下方向に叩きつけるように飛ばす。停滞する性質はトラップとしての用途やコンボとの相性が良いため、他の攻撃と組み合わせることで真価を発揮する。
フェニックスガン(V2, BR, 激闘!)
地上では高速で山形に飛ぶ鳥状のレーザーを水平に2発同時に、空中では中程度の弾速で直線状に飛ぶ鳥状の弾を1発発射する。地上版の方が若干攻撃力が高い。空中版はヒットすると相手を後方へ飛ばす。地上・空中ともにホーミング力は低い。
エナジーダガー(GX)
一定時間、相手の動きを止める弾をαショットは2発同時、βショットは1発発射する。射程が短い上に攻撃力も低いものの連射が利き、その性質上コンボに組み込みやすい。
メテオフリッカー(GX)
αショットは自身の後方に拡散する6発の弾を発射する。弾は一旦停滞した後、高速で相手に向かって飛んでいく。βショットは前方に向かって中程度の弾速で、2発同時に3連射する。
プラズマボール(GX)
αショットでは初速が速く途中でゆっくりと飛ぶ弾を、βショットでは逆に初速が遅く途中で速く飛ぶ弾を1発発射する。α・βショットを使い分けて相手を惑わす使い方が有効。
リフレクトレーザー(GX)
壁に沿って進む弾を2発同時に発射する。射程が非常に長く、弾が壁を伝って相手の背後に回り込むことが多い。その代わりホーミング力は無いに等しく、壁の無いステージではあまり役に立たない。αショットは前方に2発同時に、βショットはV字に1発ずつ発射する。
スプレッドシェル(GX)
一定距離直進した所で十字に分裂する弾を1発発射する。弾は分裂するまで壁に沿って飛ぶ。βショットはαショットに比べて分裂するタイミングが早く、分裂前の弾が壁を貫通する。
クロスシザース(GX)
チャンピオンのコウシロウが「旅立ち編」の最終決戦で使用するガン。αショットではV字に分かれて途中で「く」の字に曲がり、相手を挟み込むように飛ぶ、射程の短いハサミ型の弾を6発、βショットでは中距離までまっすぐ飛ぶ弾を5発発射する。αショットは弾が曲がるまでは壁を貫通するので、壁の後ろからの射撃が有効。
『初代』のチャンピオンだったマモルが使用するマグナムガンと同じく隠しパーツであり、プレイヤーが入手するには「激闘編」にてある施設でパスワードを入力する必要がある。
5ウェイレーザー(GX)
αショットでは扇状に広がる5発の弾を、βショットではαショットとは逆の方向に広がる5発の弾を発射する。相手の移動方向を読んでのαショットとβショットの使い分けが重要となる。
レフトループガン(BR)
地上では左方向から、空中では右方向から回り込むように飛ぶ弾を8連射する。レフトアークガンとガトリングガンを統合したような性能をしており、壁越しの攻撃に有効。しかし連射数の多さゆえに外れると大きく隙を晒してしまう。
ライトループガン(BR)
地上では右方向から、空中では左方向から回り込むように飛ぶ弾を8連射する。左右の発射方向が逆になる以外はレフトループガンと同性能である。劇中ではレフトループガンともども、『BR』のイービルが愛用する。
サークルソードガン(BR)
前方上空に剣状の弾を1発発射する。弾は少し進んだ所で即座に6発に分裂・円状に一時停滞し、その後相手に向かって一斉に降り注ぐ。地上と空中では弾の停滞するタイミングが異なる。連射は利くもののホーミング力が低いので、動き回る相手にはヒットさせにくい。なお、ガンの外見は剣繋がりのためか、ブレードガンに似ている。
サンダーガン(BR)
相手に向かって2回屈折しながら飛ぶ電撃状の弾を2発連続で発射する。ヒットした相手は少しの間麻痺する。地上と空中では弾の屈折するタイミングが異なる。また、距離によって攻撃力・ダウン力・相手の硬直時間が変化し、最も攻撃力・ダウン力が高いのは中距離、硬直時間が長いのは遠距離ヒット時となっている。劇中では『BR』のミラが愛用する。ガンの外見はスタンガンの色違いである。
フレアキャノンガン(BR, 激闘!)
前方に高速で直進した後、一定距離で炸裂する弾を3発連続で発射する。炸裂した弾はややランダムで水平5方向へ放射状に、僅かに拡散して飛ぶ。地上と空中では弾の炸裂するタイミングが異なる。炸裂前の弾を直接ヒットさせても攻撃力は低いが、逆に炸裂した部分は非常に攻撃力が高いため、相手との間合いを調整し、上手く炸裂部分をヒットさせるように使用すると強力。また、スライドショット時の移動距離が長い。『激闘!』では若干性能が変更され、中程度の弾速で2連射、炸裂時の拡散方向は固定されている。劇中では『激闘!』のジンパチが愛用する。
レフト5ウェイガン(BR, 激闘!)
地上では左寄りに、空中では右寄りに飛ぶミサイル状（『激闘!』では円錐状）の弾を5発同時に、扇状に2連射する。5発の内、片端の1発は必ず正面に発射される。相手の逃げる方向を予測してばら撒くことで、高い効果を得られる。なお、近距離でヒットさせると攻撃力が大幅に低下する。
ライト5ウェイガン(BR, 激闘!)
地上では右寄りに、空中では左寄りに飛ぶミサイル状（『激闘!』では円錐状）の弾を5発同時に、扇状に2連射する。5発の内、片端の1発は必ず正面に発射される。左右の発射方向が逆になる以外はレフト5ウェイガンと同性能である。劇中ではレフト5ウェイガンともども、『BR』のピカートが愛用する。
エンジェルリングガン(BR, 激闘!)
リング状の弾を3発連続で発射する。地上では豆粒程度の極小の弾が前方上空へ超高速で発射された後、頂点でリング状に変化、山形に飛びながら相手をゆっくりとホーミングする。弾は徐々に巨大化していき、最終的にジャイアントガンをも上回る大きさにまで成長する。弾の大きさに比例して攻撃力も高くなるが、弾速は低下する。空中では直線状に飛び、常に一定の大きさで目の前に長時間停滞する。また、ヒットさせると相手を後方へ大きく飛ばす。地上版は遠距離、空中版は近距離で有効。『BR』ではガンの外見は細部が異なるものの、グラビティガンの色違いである。『激闘!』では若干性能が変更され、地上版はホーミングする射程が短縮、空中版は弾が停滞しなくなっている。
メガバーストガン(激闘!)
発射直後に巨大化する弾を3発連続で発射する。弾は大きさに比例して攻撃力も高くなる。空中で発射する方が連射力が高い。最終的にはジャイアントガンをも上回るほどの圧倒的な大きさにまで成長するが、弾速は非常に遅く射程も短い。また、見た目に反して実際の攻撃判定はそれほど大きくないため、外見上弾の側面が障害物をすり抜けているように見えることがある。劇中では『激闘!』のレニィが愛用する。
ライジングガン(激闘!)
地上では短時間停滞する弾を斜め上空に1発、空中では相手をゆっくりと上空へ浮かせる弾を水平に2発同時に発射する。地上版は攻撃力が非常に高い。いずれも射程が短いため近距離用だが、至近距離でヒットさせると地上版は攻撃力が大幅に低下し、空中版は浮かせる効果が得られないため、相手からある程度間合いを離して使う必要がある。
サンダーボルトガン(激闘!)
前方へV字に飛び、少し進んだ所で屈折して相手に向かう弾を2発同時に2連射する。ヒットすると相手を少しの間麻痺させる。地上と空中では弾の発射角度が僅かに異なる。レフト・ライトアークガンを統合したような軌道だが、弾速・射程はそれらよりも劣る。
ライトスパイクガン(激闘!)
地上では前方の斜め右上方向から左下方向へ、空中では斜め左上方向から右下方向へ8発に拡散する弾を発射する。拡散具合はややランダムで、遮蔽物越しの射撃に有効。
レフトスパイクガン(激闘!)
地上では前方の斜め左上方向から右下方向へ、空中では斜め右上方向から左下方向へ8発に拡散する弾を発射する。左右の発射方向が逆になる以外はライトスパイクガンと同性能である。
サジタリウスガン(激闘!)
一旦停滞してから相手をホーミングする弾を地上では2発、空中では1発発射する。オーバーロードされない性質を持つ。劇中では『激闘!』のハジメが愛用する。
スコーピオンガン(激闘!)
毒針状の弾を地上では前方正面と僅かに斜め上の2方向へ垂直に、空中では一旦後方に飛んだ後、相手に向かって直線軌道と山形軌道でそれぞれ2発同時に2連射する。地上版は攻撃力、空中版はホーミング力が高い。劇中では『激闘!』のヒナゲシが愛用する。
スライドガン(激闘!)
レーザー状の弾を地上では非常に遅い間隔で3連射、空中では水平方向へ扇状に4発同時に発射する。地上版は名前通りスライドショットに特化しており、全ガン中射撃時間が最も長い。
メテオフォールガン(激闘!)
空中で一旦停滞してから飛ぶ隕石状の弾を5発同時に発射する。地上では前方上空へ発射後、相手方向へ収束して飛び、空中では後方上空へ発射後、近距離の地面に向けてややランダムに拡散して飛ぶ。

### 違法
ゴウセツガン(初代, V2)
違法改造された3ウェイガン。連射数が2回に減少したものの、弾が大きくなり攻撃力・ホーミング力も強化され、アウトレンジでの制圧力が向上している。
ミナモガン(初代, V2)
違法改造されたレイフォールガン。紫色の、円錐を２つ重ねたような形状の弾を撃つ。連射数が6発に増加しており、攻撃力・ホーミング力も強化された。また、地上版は停滞時間が短縮されている。連射数が増加した関係上弾を撃ち終えるまでに時間が掛かるため、相対的に連射力が低下しているが、スライドショットで長距離を移動することができる。
スバルガン(初代, V2)
違法改造されたホーネットガン。紫色の鳥のような外見の弾を発射する。発射数が6発に増加、射程が大幅に延長されたほか、弾速・ホーミング力も若干強化されている。
ホムラガン(初代, V2)
違法改造されたドラゴンガン。弾の形状が目の赤い、黒い竜の頭という外見になっている。攻撃力・ホーミング力・ダウン力が更に強化され、ヒットすると相手をかなり遠くへ吹き飛ばすようになっている。ただし、弾速は若干低下している。『初代』では全ガン中最大の攻撃力を誇る。
『初代』ではホムラ本人よりも前に、名前と性能を伏せた状態で自立機動型のブチルが装備しており、『初代』で最初に登場する違法パーツとなる。
シノノメガン(初代, V2)
違法改造されたVレーザーガン。地上版の弾道がV字からU字に変更されたほか、レーザーが太くなり攻撃力も増加した。ただし、連射力は低下している。また、地上版はヒットさせると相手を上方向へ飛ばすようになっている。
コテングガン(V2)
違法改造されたフェニックスガン。弾が紫色になって若干大きくなっている。地上版は中央に一発追加され水平に三発並んで発射するため、非常に当てやすくなっている。ヒットすると空中版と同様に相手を後方に飛ばすようになっている。しかし連射力は僅かに低下している。
ボロンジガン(V2)
違法改造されたニードルガン。弾の色が黒くなっている。発射数が4発に増加し、ヒットした相手がより上空に吹き飛びやすくなっている。また、空中でも弾同士の間隔は狭まらず、地上と同じ間隔で発射される。
『V2』ではボロンジ本人よりも前にツルギが使用しており、『V2』で最初に登場する違法パーツとなる。
ロウガガン(V2)
違法改造されたナックルガン。射程が2倍に延長され、かなりヒットさせやすくなっている。ただし、攻撃力は若干低下している。また、ガンや弾の外見が拳から狼の頭部を模したものに変更された。
ナナセガン(V2, 激闘!)
違法改造されたスターダストガン。弾がレーザー状になり、攻撃力も増加した。また、地上では（『激闘!』では地上・空中共に）ある程度密集して発射されるようになったため、遠距離からでも連続ヒットさせやすくなっている。
ツインズガン(V2)
違法改造されたスターレイヤーガン。弾が太くなり、攻撃力とホーミング力が若干強化されている。
ロクドウガン(V2, 激闘!)
ジェイムスン専用に作られたガン。『V2』ではプレイヤーが入手することはできない。地上と空中では弾の外見や性質が全くの別物で、地上では扇状に拡散する大型の弾を5発同時に2連射し、空中では正八面体状の弾が一旦停滞した後、そこから極太のレーザーを超高速で1発発射する。
『激闘!』では入手可能で、ジェイムスン以外のロボでもカスタマイズ可能になった。こちらは地上ではシノノメガンに酷似した極太のレーザーをU字に2本同時に発射し、空中では『V2』の地上版にあたる、扇状に拡散する大型の弾を5発同時に2連射する射撃を行う。発射後の硬直が非常に長い。
なおロクドウレッグを除き、ロクドウ系のパーツはジェイムスンの体躯に合わせて作られているため、ジャイアント系パーツをも凌駕するほどの巨大なサイズとなっており、ジェイムスン以外のロボが装備すると非常にアンバランスになってしまう。
ナイトメアガン(V2)
違法に作られたガン。正面に水色のリング状の弾を水平に2発同時に6連射する。地上では僅かに左右に広がり、空中では若干中央に集中して飛ぶ。射程は短いが、ヒットさせるとその場で一定時間相手の動きを止めることができるため、様々な追撃が可能になる。地上版の方が攻撃力が高い。ガンの外見はアクセルガンに若干似ている。
ブリザードレイン(GX)
違法改造されたワイドバルカン。弾の色が氷を連想させる水色になり、αショットは連射数が3発に増加し、βショットは射程が延長されている。
ダークネスブロー(GX)
違法改造されたファングブロー。αショットは弾同士の間隔が狭くなり、中距離の相手にもヒットさせやすくなっている。βショットは射程が延長されたほか、壁を貫通するようになっている。
バイキングアックス(GX)
違法改造されたトラクションリング。弾の外見が船の錨のような形状となっている。αショットは射程が延長され、より引き寄せる力が強くなっている。βショットはホーミング力が強化されている。
リュウジンガン(GX)
違法改造されたリフレクトレーザー。α,βショット共に弾が大きくなりホーミング力が強化されたほか、αショットは弾が長時間飛ぶようになっている。障害物の多いホロセウムでは、連発されると非常に厄介。
カミーラガン(GX)
違法改造されたプラズマボール。α,βショット共に発射数が2発に増加し、相手を挟み込むように発射される。
ガイオウガン(GX)
違法改造されたショットガン。αショットは4発、βショットは2発に発射数が増加し、弾速も向上している。
ヤナイガン(GX)
違法改造されたニンジャバレット。弾の外見が手裏剣から緑色の三日月形の弾になっている。α,βショット共に同時発射数が2発に増加したため、一度に計4発発射されるようになっている。
ニカイドウガン(GX)
違法改造されたメテオフリッカー。αショットは弾が前方へ拡散するようになり、一旦停滞するまで弾が壁を貫通する。βショットは攻撃力が増加している。
リップルレーザーガン(BR, 激闘!)
違法に作られたガン。正面に大型の円筒状の弾を6発連続で、『激闘!』では円錐状の弾を5発連続で発射する。空中版の方が更に弾が大きい。ヒットさせると長時間相手の動きを止めることができるため、様々な追撃が可能。ナイトメアガンと同様の性質だが、こちらは弾が大きくヒットさせやすい代わりに射程が非常に短く、攻撃力は全ガン中最も低い。『BR』ではガンの形状がスナイパーガンに若干似ている。
Xレーザーガン(BR)
違法改造されたVレーザーガン。ゼクスのボス（主人公の父親）が使用する。V字に発射されたレーザーがしばらく進んだ所で内側に屈折し、相手をホーミングするようになっている。空中で撃っても一本のレーザーにならずV字のまま発射されるが、屈折するタイミングが変化する。
メテオフリッカーガン(BR)
違法に作られたガン。小型隕石のような弾を8発同時に発射する。ヒットさせると相手を遥か上空へと打ち上げる。地上では斜め前方にしばらく進んだ所で長時間停滞し、その後1発ずつ連続で相手に向かって飛び、空中では即座に拡散して飛ぶ。ガンの外見はスターダストガンの色違いである。
オロチガン(BR, 激闘!)
違法改造されたドラゴンガン。オボロが使用する。改造元が同じであるホムラガンとは性能が大きく異なり、地上では4発連続で、空中ではスナイパーガン以上の非常に速い弾速で1発発射されるようになっている。ただし、いずれもホーミング力は低下している。
ガルーダガン(BR)
違法改造されたイーグルガン。セルゲイが使用する。発射数が2発に増加し、地上ではバーティカルガンと同様の軌道でそれぞれ1発ずつ、空中では水平に2発同時に発射する。
ルナビートガン(BR)
違法改造されたレフトアークガン。イライザが使用する。連射数が4発に増加し、ホーミング力も強化されている。
ディアナビートガン(BR)
違法改造されたライトアークガン。イザベラが使用する。強化内容はルナビートガンと同じ。
ラグナロク1stガン(BR)
正体不明の生命体と融合したガン。アール第1形態が使用する。フレアキャノンガンがベースとなっており、弾が大きくなり、攻撃力も増加している。
ラグナロク2ndガン(BR)
ラグナロク1stガンの強化版。アール第2形態が使用する。1stに比べて更に弾が大きくなり、攻撃力も増加している。また、炸裂前の直進距離が短縮され、逆に炸裂後の弾が拡散する距離が延長されている。
ラグナロク3rdガン(BR)
ラグナロク2ndガンの強化版。アール第3形態が使用する。2ndに比べて更に弾が大きくなり、攻撃力も増加している。また、炸裂前の直進距離が更に短縮、拡散距離は延長されており、弾は僅かに直進した後、炸裂して遠距離まで飛んでいく。一回の攻撃でステージ全体を覆うほどの圧倒的な攻撃範囲を誇り、もはやフレアキャノンガンの原形を留めていない。しかし「炸裂した部分が最も攻撃力が高い」という性質は継承しているため、至近距離でヒットさせると凄まじいダメージとなる。
ラミュガン(激闘!)
違法改造されたエンジェルリングガン。地上版は上空へ発射する際、弾が頂点に達するまでの距離が短縮されているためより近距離の相手にもヒットさせやすくなっている。空中版は射程距離が延長されているが、連射数は2発に減少した。
イグニアガン(激闘!)
違法改造されたスコーピオンガン。地上版は攻撃力、空中版はホーミング力が更に向上したほか、連射数が前者は4回、後者は3回に増加している。
ザバルガン(激闘!)
違法改造されたスライドガン。地上版はレーザーが太く短くなり連射間隔が短縮され、弾速も向上している。また、攻撃力が地上版は若干、空中版は大幅に増加している。
モルグガン(激闘!)
違法改造されたメガバーストガン。射程距離が若干延長され、弾が巨大化する前の攻撃力も増加している。
ハドロンガン(激闘!)
違法改造されたナックルガン。弾が飛ぶようになり射程距離が大幅に延長されたほか、3発連続で発射するようになっている。しかし発射後の硬直が大幅に増加したため連射力が低下しているなど、ナックルガンの原型はあまり留めておらず、どちらかというとベーシックガンに近い。また、地上版と空中版の吹き飛ばす性質が逆になっている。空中版は若干弾が小さく、一瞬間を置いてから発射されるが、地上版よりも更に攻撃力が高い。
デュアルアークガン(激闘!)
違法改造されたレフトアークガン。攻撃力・弾速が強化され、屈折部分で弾が2発に分裂するようになっている。また、オーバーロードされない性質を持つ。
なお、このパーツはレフトアークガンの違法型のみで、ライトアークガンの違法型は存在しない。
リアフロントガン(激闘!)
違法に作られたガン。前方の僅か斜め上方向へ小型の弾を超高速でV字に4連射ずつ、計8発発射し、中距離で膨張・一旦停滞させた後、地上では手前側に、空中では前方に向かってそれぞれ左右から中央へ挟み込むような軌道で飛ぶ。弾が停滞している間が最も攻撃力が高い。地上版は近距離、空中版は遠距離にいる相手をホーミングするが、逆の場合や中距離付近は死角になってしまうため効果が発揮されない。

### 特殊
ヒヨコガン(V2, 激闘!)
最弱のガン。ベースはベーシックガン。ヒヨコの頭部を模したような形の弾を3連射する。『V2』では弾は距離に比例して縮小・減速し、攻撃力も低下する。ただし、弾が大きい状態でヒットさせれば、ベーシックガンよりも攻撃力が高い。『激闘!』では性能が変更され、弾は距離に比例して2段階に大きくなるが、攻撃力に変化は無い。また、ヒット時の弾の大きさによって相手の吹き飛び方が変化し、弾が最も小さい状態（近距離）ではその場で一瞬麻痺させ、中間（中距離）ではゆっくりと真上へ、最も大きい状態（遠距離）では手前側へ相手を飛ばす。
ガラポンガン(GX)
『GX』における最弱のガン。スパナ状の弾を発射する。
ドラムカンガン(BR)
『BR』における最弱のガン。ベースはベーシックガン。
カラットガン(激闘!)
特別な改造を受けたフェニックスガン。地上・空中ともに3発同時に発射されるようになり、攻撃力・ダウン力も若干向上している。地上版は『V2』のコテングガンに似ているが、こちらの方が弾同士の間隔が広い。

### 軍事用
ダークプラズマ(GX)
ダークキメラ専用に作られたガン。αショットは大型の弾が高速で6連射された後、一定距離直進した所で長時間停滞し、その後相手に向かって高速で1発ずつ飛んでいく。βショットはダークキメラの周囲に6発の大型弾が出現し、低速で一斉に相手をホーミングする。劇中では入手不可。
ライジングプラズマ(GX)
ライジングキメラ専用に作られたガン。αショットが扇状に6発一斉に発射されるようになったほか、更に攻撃力が増加している。βショットは攻撃力の増加以外の変化は無い。劇中では入手不可。
ARS-G02(GX)
軍事用に開発された新型のガン。ガトリングキャノンとイーグルカッターを統合したような性能をしており、αショットは前方に高速の弾を5連射、βショットはその場で一旦停滞してから高速で飛ぶ弾をαショットよりも遅い間隔で5連射する。威力はβショットのほうが高い。
ARS-G04ガン(激闘!)
軍事用に開発されたガン。地上ではメガバーストガンとライジングガンを統合したような軌道で、巨大な弾を正面と斜め上の2方向へ同時に3連射、空中では少し進んだ所で巨大化する弾を6発連続で発射する。

## ボム
カスタムロボにおける主兵装と副兵装の中間を成す武装。着弾時に発生する爆風で広範囲を攻撃できる。隙は発射の瞬間にしか存在しない。一部のボムは地上発射時と空中発射時で軌道が変化する。

相手の行動を抑制する効果が高く、ガンを効率良くヒットさせるための布石として大いに活躍が期待できる。なお、発生する爆風は接触すると相手のみならず自身もダメージを受けてしまう（アクロバットボムと『GX』の全ボムを除く）。
また、ボタンを押し続けている間は地面にカーソルが表示され、ボムは基本的にその方向・地点に向けて発射される。カーソルはスティック（十字ボタン）で自由に操作可能であるため、一部を除いて任意の方向にボムを発射することも可能である。しかしその間ロボは動けず無防備になってしまうため、カーソル操作は迅速に行う必要がある。『GX』のみ例外で、着弾地点を変えることは出来ず、ボタンを押した時点で相手に向かって即座に発射される。
複数の爆風の型が存在するものに関しては、名称の横の（）内に記載する（「-」はノーマル型）。なお、『GX』のみ前作から爆風の表記が重複するものも存在するため、便宜上別途で表記している。

### 合法
スタンダードボム(-/F/S{初代, V2, BR, 激闘!})(K/X{BR, 激闘!})
GX：(P/R/U/D/S)
初期装備。地上では山形に、空中では直線状に飛ぶボムを1発発射する。攻撃力が高く、軌道も素直で扱いやすい。
『GX』では壁を貫通して飛ぶボムを1発発射する。
ウェーブボム(V2, BR, 激闘!)
山形に飛び、着弾地点から地形を貫通する特殊な爆風を3回連続で発生させるボムを1発発射する。攻撃力は低く弾速も若干遅いが、遮蔽物に隠れた相手に有効。
ストレートボム(G/S{初代, V2, BR, 激闘!})(T{V2, BR, 激闘!})
地上・空中共に直線状に高速で飛ぶボムを1発発射する。ガンのように手軽に扱うことができるが、軌道の関係上遮蔽物にあたるとその場で爆発してしまう。
壁に密着して発射すると壁に沿って上昇し、壁を越えた時点で照準の位置に向かって一直線に飛ぶ、という軌道を取るが、弾速が非常に遅くなる。
なお、『初代』におけるS型は事実上隠しパーツ扱いであり、地上版の弾速が遅い。
ライトシュートボム(H{初代, V2, BR, 激闘!})
地上では右方向から、空中では左方向から迂回する軌道で1発発射するボム。遮蔽物の脇を抜けるような独特の射線を武器にできる。地上で発射する方が攻撃力が高い。
レフトシュートボム(H{初代, V2, BR, 激闘!})
地上では左方向から、空中では右方向から迂回する軌道で1発発射するボム。左右の発射方向が逆になる以外はライトシュートボムと同性能である。
ライトウェーブボム(V2, BR, 激闘!)
地上では右方向から、空中では左方向から迂回する軌道で1発発射するウェーブボム。弾速は若干遅め。ライト（レフト）シュートボムよりも急な角度で飛ぶ。
レフトウェーブボム(V2, BR, 激闘!)
地上では左方向から、空中では右方向から迂回する軌道で1発発射するウェーブボム。左右の発射方向が逆になる以外はライトウェーブボムと同性能である。
アイドリングボム(D/P{初代, V2, BR, 激闘!})
GX：(P/U/D)
山形に飛び、着弾後一定時間が経過するか、相手が接近することで爆発するボムを1発発射する。地上版の方が攻撃力が高い。
『GX』では着弾地点に長時間残り、相手が接近することで爆発するボムを2発V字型に発射する。
サブマリンボム(D/P{初代, V2, BR, 激闘!})(K{BR, 激闘!})
GX：(U/D/S)
直線状に飛ぶボムを地上では低速、空中では中程度の速度で1発発射する。地上版は攻撃力が高い。
『GX』では壁に沿って低速で飛ぶボムを2発まで発射できる。
クレセントボム(P{初代, V2, BR, 激闘!})(C{V2, BR, 激闘!})(K{BR, 激闘!})
地上では低速、空中では高速で山形に飛ぶボムを1発発射する。
ジェミニボム(B/P{初代, V2, BR, 激闘!})
GX：(U/D)
地上では相手の左右に、空中では相手の前後に挟み込むように飛ぶボムを2発同時に発射する。攻撃力は低いが、地上版と空中版を上手く使い分けることで相手を翻弄させることができる。
『GX』では壁を貫通して飛ぶボムを2発V字型に発射する。
トマホークボム(B/G{初代, V2, BR, 激闘!})
地上では真上に近い急な山形軌道で飛び、相手の頭上で爆発するボムを1発発射する。空中では軌道が緩やかになる。なおG型のみ、地上では相手の目の前に着弾する。地上版の方が攻撃力が高い。
なお、あまりにも軌道が高いため、ステージの端から端までトマホークボムを撃とうとすると、途中で天井に当たり爆発し、照準の位置まで届かない。
デルタボム(V2, BR, 激闘!)
山形の軌道で相手の目の前とその斜め左右後方に逆三角形状に飛び、着弾すると円柱状の爆風を発生させるボムを3発同時に発射する。弾速は速いが相手に直接ヒットせず、射程も短い。
ディレイボム(-/C{V2, BR, 激闘!})
山形に飛び、着弾すると爆風が縦方向に2発連続で発生するボムを1発発射する。
アクロバットボム(V2, BR, 激闘!)
ヒットすると上方向に高く飛ぶ、攻撃力の無い特殊な爆風を発生させるボムを山形に1発発射する。主にわざと自爆することで大ジャンプを行うことに使用する。カーソルの初期位置は自身の真下に合わせられており、即座に自爆し高くジャンプすることができる。その性質上ボムとしては特殊で、補助的な役割を持つ。しかしダウン力は設定されているため使い過ぎれば当然ダウンするほか、特にがまん力が低いロボが使うと1回でダウンしてしまう場合がある。
スマッシュボム(V2, BR, 激闘!)
カーソルに関わらず、必ず自機の頭上で爆発するボムを超高速で1発発射する。爆風は大型で攻撃力・ダウン力も高い。対空攻撃に特化しており、空中から接近してくる相手への迎撃に非常に有効。逆に地上にいる相手には爆風が届かないため無力となっている。
ジオトラップボム(初代, V2，GX， BR, 激闘!)
山形に高速で飛ぶボムを1発発射する。着弾するとB型に似た外見を持つ大型の爆風をゆっくり発生させる。爆風は長時間残り、攻撃力も高い。
『GX』ではボム自体が着弾地点に長時間残り、相手が接近することで爆発するようになっている。
ウォールボム(V2, BR, 激闘!)
GX：(P/U/D)
高速で直線状に飛び、相手の目の前で巨大な円柱状の爆風を発生させるボムを1発発射する。名前通り爆風の壁を作り、相手の足止めとして使用する。爆風は長時間残るが、ダウン力が低い。
『GX』では撃ってすぐ爆発する弾速の早いボムを1発発射する。
フリーズボム(V2, BR, 激闘!)
山形に飛び、相手の目の前に着弾するボムを1発発射する。ヒットすると、一定時間相手の動きを止める特殊な爆風を発生させる。その性質上様々な追撃が可能になるが、相手に直接ヒットせず、攻撃力も極端に低い。
ダブルマインボム(V2, BR)
前方の左右にV字に、着弾後一定時間が経過するか、相手が接近することで爆発するトゲ付き球体のボムを2発発射する。地上と空中では左右の発射角度が異なり、空中版の方が角度が広い。攻撃力・ダウン力は低いがある程度連射が利くため、大量に設置することができる。
ジャイアントボム(初代, V2, BR, 激闘!)
低速で高く山形に飛び、着弾後少し間を置いてから超巨大な爆風を発生させる大型のボムを1発発射する。爆風は長時間残り、ダウン力も非常に高い。『初代』では全ボム中極めて高い攻撃力を誇るが、『V2』ではそれが後述のジェノサイドボムに引き継がれ、こちらは攻撃力が極端に低下した。
ピラーボム(R/U/D{GX})
上下に伸びる爆風のボムを発射する。相手の道を封じるのに有効。
リザードボム(P/R/U/D/S{GX})
壁に沿って飛ぶボムを発射する。道をふさぐような使い方や壁の多いステージで有効。
ストライクボム(GX)
撃ってすぐ爆発する弾速の早いボムを発射する。壁は抜けない。近距離戦を仕掛けてくる相手に有効で、弾が二発撃てるのでばらまくように使える。
バウンドボム(P/U/D{GX})
爆風に当たった相手を素早く吹き飛ばす。距離の調整を素早くできるので中距離〜遠距離戦のカスタマイズと合わせるのが有効。
ツインスネークボム(P/U/D{GX})
壁に沿って飛ぶボムを2発V字型に発射する。相手を挟むような使い方や壁の多いステージで有効。
チャージボム(激闘!)
発射時にボタンを押し続けることで、爆風の大きさや攻撃力を向上させることが出来るボム。ただし、チャージしていない状態で発射すると性能は低い。
ワインダーボム(激闘!)
高速で山形に飛ぶボムを3発連続で発射する。連射中にもカーソルの移動が可能で、着弾地点を操作する事が出来る。
ボルカニックボム(激闘!)
アイドリングボムのように、着弾後一定時間経過で爆発するボムを地上では水平に、空中では縦方向に並ぶ形で3発同時に発射する。
ダイレクトボム(激闘!)
直接相手に向かうボムを2発連射する。このボムのみ、カーソルを動かすことはできないが、その分操作ミスも少ないという利点がある。

### 違法
ゴウセツボム(初代, V2)
違法改造されたトマホークボム。弾速が速くなり、着弾地点が相手のやや後方になっている。爆風はF型に変更されている。
ミナモボム(初代, V2)
違法改造されたストレートボムS。弾速が強化されている。『初代』ではストレートボムSより攻撃力が低いが、『V2』では攻撃力が上がっている。
スバルボム(初代, V2)
違法改造されたジェミニボムB。爆風が大きくなり、よりヒットさせやすくなっているがジェミニボムBより攻撃力が低くなっている。
ホムラボム(初代, V2)
違法改造されたクレセントボムP。攻撃力が強化されており、爆風の持続時間が長く、横に低く吹き飛ぶようになっている。
シノノメボム(初代, V2)
違法改造されたスタンダードボム。爆風が大きくなり、H型に変更されている。シノノメガンの地上撃ちとの連携を想定し、爆発を受けた相手が真横に飛ぶ性質を与えられている。『V2』では地上撃ちの攻撃力が上がっている。
コテングボム(V2)
違法改造されたウェーブボム。軌道が直線状になり、弾速も向上。爆風はC型に変更されたため、追撃しやすくなっている。
ボロンジボム(V2)
違法改造されたダブルマインボム。射程が延長され、攻撃力も若干強化されている。
ロウガボム(V2)
違法改造されたディレイボム。爆発間隔が短縮され、爆風はT型に変更され、爆風の持続時間も長くなっている。
ナナセボム(V2, 激闘!)
違法改造されたフリーズボム。相手に直接ヒットするようになっている。
ツインズボム(V2)
違法改造されたライトシュートボムH。左右同時に発射、すなわちレフトシュートボムHを同時に発射するようになっている。
2発同時に発射するにもかかわらずボム一発の攻撃力は半分になっておらず、また2発の着弾地点が近く両方の爆風が同時に当たりやすくなっている為、実質的に攻撃力が他のボムの2倍になっている。
ロクドウボム(V2, 激闘!)
ジェイムスン専用に作られたボム。『V2』ではプレイヤーが入手することはできない。山形の軌道で飛ぶボムを水平に4発同時に発射する。空中ではより遠距離に発射する。『V2』の説明書にはこのボムを装備したシュミットが載っている。ただしシルエット状態なので姿は確認できない。
『激闘!』では入手可能で、ジェイムスン以外のロボでもカスタマイズ可能になった。こちらは違法改造されたデルタボムといった性能で、地上では三角形状、空中では水平に並んで着弾するようになっている。
ジェノサイドボム(V2, 激闘!)
違法改造されたジャイアントボム。攻撃力が大幅に強化されている。『初代』におけるジャイアントボムに近い性能となっている。
ウォールボム(GX)
違法改造されたウォールボムP。射程が延長され、攻撃力も増加している。
ジオトラップボム(GX)
違法改造されたジオトラップボム。攻撃力が増加している。
リュウジンボム(GX)
違法改造されたツインスネークボムU。弾速が向上している。
カミーラボム(GX)
違法改造されたスタンダードボムS。弾速・攻撃力も強化されている。
ガイオウボム(GX)
違法改造されたピラーボムR。弾速が向上している。
ヤナイボム(GX)
違法改造されたバウンドボムU。より相手を大きく吹き飛ばすようになっている。
ニカイドウボム(GX)
違法改造されたアイドリングボム。爆風がS型に変更され、相手との距離が少し離れていても爆発するようになっている。
ゴウカボム(BR)
違法改造されたデルタボム。オボロが使用する。攻撃力が増加し、爆風も大きくなっている。
ワイバーンボム(BR)
違法改造されたスタンダードボムX。セルゲイが使用する。爆風が大きくなり、吹き飛ばす距離が2倍以上に強化されている。
ルナヒートボム(BR)
違法改造されたライトウェーブボム。イライザが使用する。爆風が大きくなり、爆発のテンポがやや遅くなっている。
ディアナヒートボム(BR)
違法改造されたレフトウェーブボム。イザベラが使用する。強化された点はルナヒートボムと同様。
グランドクロスボム(BR)
正体不明の生命体と融合したボム。アールが使用する。最初は自分の真下に照準が合わせられており、指定した地点の周囲に4発のボムを発射する。攻撃力が高い。爆風はF型が大きくなったような形状だが、ノーマル型と同じく斜め上に小さく吹き飛ぶ。ラグナロクガン・カタストロフィポッドとは異なり強化版が存在しないため、アールは第1形態から第3形態まで常に装備している。
ラミュボム(激闘!)
違法改造されたワインダーボム。爆風がC型に変更され、弾速・攻撃力も強化されている。
イグニアボム(激闘!)
違法改造されたライトシュートボムH。左右同時に発射されるようになっている。『V2』のツインズボムに似ているが、こちらは相手に直接ヒットさせにくい。
ザバルボム(激闘!)
違法改造されたボルカニックボム。爆風がS型に変更され、弾速も向上している。
モルグボム(激闘!)
違法改造されたチャージボム。爆風がT型とC型の効果を併せ持つ特殊なものに変更されている。
ハドロンボム(激闘!)
違法改造されたダイレクトボム。攻撃力・ダウン力が大幅に増加、爆風も大きくなっている。しかし弾速が低下し発射数も1発に減少、発射後の硬直も非常に長くなっているなどのデメリットも多い。
なおハドロンのみ、このボムを使用する際には両腕を腰部に構えてから前方に突き出すという独自のモーションで発射する。

### 特殊
ヒヨコボム(V2, 激闘!)
最弱のボム。ベースはスタンダードボム。爆風は小さいが、攻撃力は高い。着弾時の効果音はヒヨコの鳴き声のような独自のものとなっている。なお、ボムの形状はお茶の缶を腕にガムテープで留めており、弾の形状は星である。
ガラポンボム(GX)
最弱のボム。
ドラムカンボム(BR)
最弱のボム。ベースはスタンダードボム。
カラットボム(激闘!)
特別な改造を受けたウェーブボム。弾がストレートボムのようにまっすぐ飛ぶようになっており、爆風の性質もC型のものに変更された。『V2』のコテングボムとほぼ同じ性能を持つ。

### 軍事用
ダークボム(GX)
ダークキメラ専用に作られたボム。円状の爆発を起こす4発のボムを扇状に一斉に発射する。劇中では入手不可。
ライジングボム(GX)
ライジングキメラ専用に作られたボム。弾の挙動はダークボムと同じだが、更に攻撃力が増加している。劇中では入手不可。
スーパーノヴァ(GX)
軍事用に改造されたスタンダードボムP。弾速が向上し爆風の持続時間が短縮されたため、回転率が上がり、それによって連射力が上がっている。
ARS-B02ボム(激闘!)
軍事用に改造されたダイレクトボム。一度に3連射するようになり、弾速も向上している。

## ポッド
カスタムロボの副兵装にあたる。ガン・ボム・アタックとは異なり発射時に全く硬直しないため、隙を晒すことなく使用できる唯一の武装である。スティック（十字ボタン）を入力しながら使用することで任意の方向への発射も可能。起爆前に障害物に接触すると反射する。

ほとんどのポッドはホロセウム内に複数発射でき、発射後は相手をホーミングするものが多い。そのため牽制目的で適度に散布することで相手の動きを抑制し、ポッドに煽られた相手にボムやガンによる攻撃を仕掛けていくのが定石とされる。
ボム同様に爆風を発生させ広範囲を攻撃できるが、全体的にボムのそれと比較して爆風は小さく、攻撃力も低いものが多い。発生する爆風に接触すると自身もダメージを受けてしまう（アクロバットポッドと『GX』の全ポッドを除く）。
複数の爆風の型が存在するものに関しては、名称の横の（）内に記載する（「-」はノーマル型）。なお、『GX』のみ前作から爆風の表記が重複するものも存在するため、便宜上別途で表記している。

### 合法
スタンダードポッド(-{初代, V2, BR, 激闘!})(F{BR})
GX：(P/R)
初期装備。前方に発射され、相手に近づくか、一定時間が経過することで爆発するポッド。これといった特徴は無いが、癖が無いため扱いやすい。最大2発まで発射可能。
『初代』では2発同時に発射する「初心者向け」バージョンが存在する。爆風はノーマル型のみ。
『BR』のみF型のスタンダードポッドが存在する。通常のF型より爆風が残る時間が長く、爆風の色はD型に近い、特殊な爆風を持つ。その代わり攻撃力は1段階下げられている。
スピードポッド(D/P{初代, V2, BR, 激闘!})
GX：(P/R)
前方に直線状に高速で飛ぶポッド。空中では一旦停滞してから飛ぶ。ホーミング力は無いが、ストレートボムのような感覚で使用することができる。最大2発まで発射可能。
『初代』では2発同時に発射する「初心者向け」バージョンが存在する。爆風はノーマル型のみ。
フェイントポッド(F/G{初代, V2, BR, 激闘!})
GX：(U/D)
地上を高速で移動し、相手の目の前で停止するヘビ型の弾を発射するポッド。一定時間が経過することで爆発する。最大2発まで発射可能。
相手から接近しない限りポッドが直接ぶつかることは無いが、足止めとして使用する。
『初代』では2発同時に発射する「初心者向け」バージョンが存在する。爆風はG型のみ。
シーカーポッド(F/G{初代, V2, BR, 激闘!})
GX：(P/R)
長時間、非常に低速で相手をホーミングする目玉のような外見の弾を発射するポッド。相手から離れていると弾の速度が上がる。相手に接触するか、一定時間が経過することで爆発する。最大2発まで発射可能。
コックローチポッド(G/H{初代, V2, BR, 激闘!})
シーカーポッドとは逆に、地上を低速で移動し、相手がとの距離が近づくと高速で移動・ホーミングし始めるゴキブリ型の弾を発射するポッド。最大2発まで発射可能。
ドルフィンポッド(-/G{初代, V2, BR, 激闘!})
GX：(P/R)
前方にロボ2体分ほどの山形軌道で発射された後、着地して地上を進んでいくイルカ型の弾を発射するポッド。ホーミング力は低いが、遮蔽物越しの攻撃に有効。最大2発まで発射可能。
『GX』では発射直後のみ壁をすり抜ける弾を発射する。
ジャンピングポッド(B/G{初代, V2, BR, 激闘!})
地上を移動しながら、相手が近づくと大きく跳び上がって頭上で爆発するポッド。最大2発まで発射可能。弾の外見がB型はウサギ、G型はカエルとなっている。
フロートポッド(F{初代, V2, BR, 激闘!})
発射後、相手に近づくと頭上に纏わりつくように飛び続けるコウモリ型の弾を発射するポッド。一定時間が経過することで爆発する。攻撃力は低い。最大2発(『激闘!』のみ最大1発)まで発射可能。
ダイビングポッド(-{V2, BR, 激闘!})(H{初代})
空中からホーミングし、相手に近づくと急降下し体当たりを仕掛ける鳥型の弾を発射するポッド。最大2発まで発射可能。『初代』ではH型のみ登場したが、『V2』では爆風の仕様変更に伴いH型が削除され、入れ替わる形で新たにノーマル型が追加された。
トリプルポッド(H{初代, V2, BR, 激闘!})
発射後、少し進んだ所ですぐに爆発するポッド。そのため近距離専用だが、回転率が高く次々と発射する事が出来る。名前通りに最大3発まで発射可能。
スパイダーポッド(-/G{初代, V2, BR, 激闘!})
地上設置式ポッド。発射後は地上に留まり、相手に近づくと高速で接近して爆発する蜘蛛形の弾を発射する。最大3発まで発射可能。
サテライトポッド(-/H{初代, V2, BR, 激闘!})
GX：(P/U/D)
空中設置式ポッド。発射後は空中に留まり、相手に近づくと高速で接近して爆発する。最大3発まで発射可能。弾の外見が、ノーマル型はドリル、H型は側面で羽のようなものが回転している、円柱を横に倒した形状の物となっている。
『GX』では性能が大きく異なり、自機の周囲を回転する弾を2発同時に発射するようになっている。
ヤジューポッドF(初代, V2, BR, 激闘!)
地上設置式ポッド。発射後は地上に留まり、相手が近づくと大きく跳び上がってから爆発する。最大3発まで発射可能。
ヤジュウポッド(P/R)
ヤジューポッドの『GX』仕様。 設置式ポッド。ゲームが2Dであるため相手が近づいても飛び上がることは無くまっすぐ接近するため、性能はスパイダーポッドに近い。
スカイフリーズポッド(V2, BR, 激闘!)
空中設置式ポッド。発射後は空中に留まり、相手が近づくと高速で接近して爆発する。ヒットすると、一定時間相手の動きを止める特殊な爆風を発生させる。その性質上様々な追撃が可能になるが、攻撃力は極端に低い。最大2発まで発射可能。弾の外見はサテライトポッドのノーマル型に近い。
グランドフリーズポッド(V2, BR, 激闘!)
地上設置式ポッド。発射後は地上に留まり、相手が近づくと高速で接近して爆発する。ヒットすると、一定時間相手の動きを止める特殊な爆風を発生させる。その性質上様々な追撃が可能になるが、攻撃力は極端に低い。最大2発まで発射可能。弾の外見はスパイダーポッドに近い。
リアシュートポッド(C/T{V2, BR, 激闘!})(X{(BR, 激闘!)})
発射方向とは正反対の方向に発射されるポッド。他のポッドとは異なりスティックを倒した方向とは逆に発射されるため、使用には慣れが必要。最大2発まで発射可能。
サイドウェイポッド(F/G{V2, BR, 激闘!})
GX：(P/R)
左右に発射後、相手を挟み込むようにホーミングするポッド。最大1回（2発同時発射）まで発射可能。
『GX』では弾の外見がスパイダーポッドを彷彿とさせる蜘蛛型になっている。
アンブレラポッド(V2, BR, 激闘!)
斜め上に3発の弾を扇状に発射後、水平に3発並んだ状態で少し進んだ所で爆発するポッド。爆風はB型。最大1回（3発同時発射）まで発射可能。
このパーツ本来の用途は相手の空中からの接近を抑制することだが、『激闘!』では射程が中距離まで延長され、なおかつ地上の相手にもヒットするという大幅な強化がされており、地上・空中を問わず攻守両方に利用可能な破格の高性能ポッドとなっている。
ウォールポッド(初代,V2, BR, 激闘!)
トゲ付きの球状のポッドを水平に3発並んで発射し、少し進んだ所で巨大な円柱状の爆風を発生させる。爆風は長時間残り、名前通り爆風の壁を作り相手の足止めとして使用する。最大1回（3発同時発射）まで発射可能。
リフレクションポッド(初代,V2, BR, 激闘!)
前方3方向に扇状に発射後、長時間地上を移動し続けるポッド。相手をホーミングせず、障害物との接触による反射だけで進路を変更させるため、障害物の多いホロセウムでは予想外の方向に散らばりやすい。最大1回（3発同時発射）まで発射可能。
リフレクトポッド(P/R)
リフレクションポッドの『GX』仕様。全く相手をホーミングせず壁に反射して進路を変える弾を2発同時に発射する。
ウェーブポッド(初代,V2, BR, 激闘!)
発射後すぐに爆発し、地形を貫通する特殊な爆風を3回連続で発生させるドクロ型の弾を発射するポッド。最大1発のみ発射可能。
スローイングポッド(D/P{V2, BR, 激闘!})
GX：(U/D)
遠距離へ山形に発射されるポッド。ボムに近い感覚で使うことが出来るが、軌道の関係上極端な至近距離への攻撃には向かない。最大2発まで発射可能。
『GX』では射出方向に一定距離移動した後その場に留まる弾を発射する。なお、移動中は壁をすり抜ける。
ダブルウェーブポッド(V2, BR, 激闘!)
左右にV字に発射するウェーブポッド。最大1回（2発同時発射）まで発射可能。
スマッシュポッド(P{GX})
前方に2発平行に弾を発射するポッド。発射後すぐに爆発する。
アクロバットポッド(激闘!)
発射後すぐに爆発するポッド。ヒットすると上方向に高く飛ぶ、攻撃力の無い特殊な爆風を発生させる。最大1発のみ発射可能。
チャージポッド(激闘!)
発射時にボタンを押し続けることで、爆風の大きさや攻撃力を向上させることが出来るポッド。最大までチャージするとジャイアントポッドのような大きさとなる。ただし、チャージしていない状態で発射すると性能は低い。最大1発のみ発射可能。
デバイドポッド(激闘!)
発射方向にしばらく飛んだ後、2発に分裂するポッド。着弾すると円柱状の爆風を発生させる。最大1発のみ発射可能。
バスターポッド(激闘!)
小さく山形に飛び、直後に爆発するポッド。爆風はC型。射程は短いものの、攻撃力が非常に高い。最大1発のみ発射可能。
スカイウェーブポッド(激闘!)
空中に向かって進んでいくウェーブポッド。爆風も地上の相手には当たらない形になっている。地上の相手に当たらない不便さと引き換えに、最大2発まで発射可能という利点がある。
ジャイアントポッド(V2, BR, 激闘!)
発射後、短時間で爆発する、スタンダードポッドのものを巨大化させた外見の弾を発射するポッド。発生する爆風は巨大で、拡大・縮小する速度が遅いため、結果的に非常に長時間爆風が残る。ダウン力も非常に高いが、見た目に反して攻撃力はかなり低い。最大1発のみ発射可能。

### 違法
ゴウセツポッド(初代, V2)
違法改造されたダイビングポッド(H)。『初代』では弾速が向上し、『V2』ではそれに加えて爆風がH型に変更されている。
ミナモポッド(初代, V2)
違法改造されたフロートポッドF。弾速・ホーミング力が強化され、爆風も大きくなっている。
スバルポッド(初代, V2)
違法改造されたジャンピングポッドG。ホーミング力が若干強化されている。
ホムラポッド(初代, V2)
違法改造されたヤジューポッドF。弾速・ホーミング力が強化され、ヒットした相手を横に吹き飛ばすようになっている。
シノノメポッド(初代, V2)
違法改造されたフェイントポッドF。発射数が3発に増加し、爆風も大きくなっている。
コテングポッド(V2)
違法改造されたダイビングポッド。ホーミング力が若干強化され、爆風がD型に変更されている。
ボロンジポッド(V2)
違法改造されたリフレクションポッド。遠距離へ山形に発射するようになっており、相手に直接ヒットさせやすくなっている。
ロウガポッド(V2)
違法改造されたサイドウェイポッド。弾数が3発に増加し、1発は背後に発射される。また、爆風がT型に変更されている。
ナナセポッド(V2, 激闘!)
違法改造されたコックローチポッド。爆風がP型に変更されている。弾の外見はシーカーポッドに似ている。
ツインズポッド(V2)
違法改造されたジャンピングポッドB。弾数が3発に増加し、爆風も大きくなっている。
ロクドウポッド(V2, 激闘!)
ジェイムスン専用に作られたポッド。『V2』ではプレイヤーが入手することはできない。ホーミング力が高く、最大3発まで発射可能。地上では普通に発射するが、空中ではスローイングポッドのように遠距離に向かって高速で山形に発射する。弾はジェイムスンをデフォルメしたような外見となっている。
『激闘!』では入手可能で、ジェイムスン以外のロボでもカスタマイズ可能になった。性能は『V2』に準拠している。
ケルベロスポッド(V2, 激闘!)
違法改造されたダブルウェーブポッド（『V2』ではオリジナルと扱われている）。発射した1発の弾が途中で3つに分裂し、分裂した3つの弾それぞれが4回連続で爆風を発生させる。
他のウェーブ系の爆風よりも発生が遅く、長時間爆風で足止めができる。
リュウジンポッド(GX)
違法改造されたリフレクトポッドP。攻撃力が強化されている。
カミーラポッド(GX)
違法改造されたスローイングポッド。爆風がR型に変更され、射程も延長、接近した相手をホーミングするようになっている。
ガイオウポッド(GX)
違法改造されたサイドウェイポッドR。弾速・射程が強化されている。
ヤナイポッド(GX)
違法改造されたヤジュウポッド。爆風がD型に変更され、遠距離にいる相手をホーミングするようになっている。
ニカイドウポッド(GX)
違法改造されたスピードポッド。爆風がS型に変更され、相手に直接ヒットするようになっている。
ハヤテポッド(BR)
違法改造されたスピードポッドP。オボロが使用する。攻撃力・射程が強化され、弾数も3発に増加している。
グリフォンポッド(BR)
違法改造されたスパイダーポッドG。セルゲイが使用する。相手が近付いた時のホーミング力と弾速が強化されている。
ムーンライトポッド(BR)
違法改造されたドルフィンポッドG。イライザ・イザベラ姉妹が使用する。ホーミング力・射程が強化され、弾数も3発に増加している。
カタストロフィ1stポッド(BR)
正体不明の生命体と融合したポッド。アール第1形態が使用する。ベースはシーカーポッドG。弾速が若干向上している。
カタストロフィ2ndポッド(BR)
カタストロフィ1stポッドの強化版。アール第2形態が使用する。1stに比べて更に弾速・攻撃力が向上し、爆風も僅かに大きくなっている。
カタストロフィ3rdポッド(BR)
カタストロフィ2ndポッドの強化版。アール第3形態が使用する。2ndに比べて更に弾速・攻撃力が向上し、弾数も3発に増加している。
ラミュポッド(激闘!)
違法改造されたダイビングポッド。爆風がX型に変更されている。
イグニアポッド(激闘!)
違法改造されたサテライトポッド。爆風がG型に変更されている。
ザバルポッド(激闘!)
違法改造されたチャージポッド。爆風が大きくなり、左右から2発同時に発射されるようになっている。
モルグポッド(激闘!)
違法改造されたデバイドポッド。ホーミング力・爆風の持続時間が強化されている。
ハドロンポッド(激闘!)
違法改造されたウェーブポッド。弾速が向上している。しかし発射の際に屈むようなモーションを行うようになったため、ポッドとしては異例で隙が生じるようになった。
なおハドロンのみ屈みモーションが異なり、地面に片腕を突く独自のポーズで発射する。

### 特殊
ヒヨコポッド(V2, 激闘!)
最弱のポッド。最大3連射まで可能だが、爆風は小さい。なお、着弾時の効果音はヒヨコの鳴き声のような独自のものとなっている。なお、ポッドの外見は定規が飛び出しているランドセルである。
ガラポンポッド(GX)
最弱のポッド。
ドラムカンポッド(BR)
最弱のポッド。
カラットポッド(激闘!)
特別な改造を受けたバスターポッド。攻撃力・爆風の大きさが強化され、爆風はX型に変更されている。

### 軍事用
ARS-P07ポッド(激闘!)
軍事用に改造されたリフレクションポッド。弾速が向上している。

## ガンナー
いずれも『GX』にのみ登場。射出後は相手に向けて小さな弾を自動で発射し、ロボの援護射撃を行う。長時間ホロセウム上に残り、一定時間が経過するか、使用ロボがダウンするとロボの元へ戻ってくる。ガンナー自体に当たり判定は無く、ガンナーに攻撃を当てて迎撃することは出来ない。
その場から動かずに攻撃する「設置型」、ガンナー自体が相手を追いかけて移動する「追尾型」、使用ロボの動きと連動して追従するように動く「衛星型」に大別される。

### 合法
トラップガンナー
設置型ガンナー。その場に留まり、相手を狙って射撃を行う。
サテライトガンナー
衛星型ガンナー。少し離れて自機について行き、射出時の方向を維持したまま射撃を行う。相手を狙わないので、弾を命中させるには自機を移動させて射線を合わせる必要がある。
ラウンドガンナー
衛星型ガンナー。サテライトガンナーに似ているが、こちらは2つ同時に、自機が間に挟まれる形で射出され、相手を狙って射撃を行う。
フェイントガンナー
追尾型ガンナー。高速で相手をホーミングしながら射撃を行い、相手の一定範囲内まで接近すると停止する。停止しても射撃は継続するため、近距離で射撃を行うことになり弾が相手に当たりやすい。
スローイングガンナー
設置型ガンナー。射出方向に一定距離移動した後その場に留まり、相手を狙って射撃を行う。なお、移動中は壁をすり抜ける。
シーカーガンナー
追尾型ガンナー。低速で相手をホーミングしながら射撃を行う。
クロスガンナー
設置型ガンナー。トラップガンナーに似ているが、こちらは相手を狙わず、一定の速度で回転しながら十字の4方向に射撃を行う。
スマッシュガンナー
衛星型ガンナー。射出方向に超高速で短距離を移動しつつ直後に弾を1発発射、その後は射出方向を向いたまま、自機に追従し一定間隔で弾を発射する。なお、移動中は壁をすり抜ける。
ツインガンナー
設置型ガンナー。トラップガンナーに似ているが、こちらはV字に3発ずつ、計6発発射する。弾は相手を直接狙わないが、移動先を塞ぐように発射されるため足止めに使う。
4ウェイガンナー
設置型ガンナー。その場に留まり、方向を変えずに扇状に4方向へ射撃する。相手の位置と関係なく一方向のみに攻撃を続けるため、主に障害物として使う。

### 違法
シーカーガンナー
違法改造されたシーカーガンナー。ツインガンナーの性能が付加されており、弾をV字に3発ずつ、計6発発射するようになっている。
クロスガンナー
違法改造されたクロスガンナー。弾が壁を貫通するようになっている。
スマッシュガンナー
違法改造されたスマッシュガンナー。射出距離が延長されている。
4ウェイガンナー
違法改造された4ウェイガンナー。相手がいる方向に向かって射撃を行うようになっている。弾の軌道は扇状に4方向なので相手を直接狙わないが、相手の進路を塞ぎやすくなっている。

### 軍事用
ダークガンナー
ダークキメラ専用に作られたガンナー。V字に2個のガンナーが出現し、それぞれが大型の弾を4発、扇状に発射する。劇中では入手不可。
ライジングガンナー
ライジングキメラ専用に作られたガンナー。4発の弾が十字に撃たれるようになり攻撃力が増加している。劇中では入手不可。
サーキュレーションW
軍事用に改造されたラウンドガンナー。自機の周囲を回転するようになり、弾の射程が延長されている。

## レッグ
『GX』以外のシリーズに登場。靴型のパーツ。各ロボに設定された機動力の基礎ステータスを微調整する、補助的な役目を持つパーツ。各ロボの性能と相性の良いレッグを選ぶことが定石とされる。

なお、バトルルールの「パーツとりあげバトル」・「パーツレンタル・バトル」においては、レッグ自体の総数が少ないため唯一対象外になっており、ルールに左右されずに使用することが可能である。

### 合法
スタンダードレッグ(初代, V2, BR, 激闘!)
初期装備。ロボの性能に変化は無い。
ハイジャンプレッグ(初代, V2, BR, 激闘!)
ジャンプ時の速度・高度が大幅に向上する。しかし着地時の硬直が若干増加する。
グランダーレッグ(初代, V2, BR, 激闘!)
ジャンプの高度が低下し、落下速度・地上での加速力は向上、空中ダッシュ・多段ジャンプ着地時の硬直も軽減される。
スタビライザーレッグ(初代, V2, BR, 激闘!)
地上での加速力・旋回力が大幅に向上する。『初代』では明記されていないが、着地時の硬直も軽減されている。変化の無いスタンダードレッグを除き、『BR』までの市販レッグの中で唯一マイナス面が存在しない。『激闘』ではプラスワンレッグが追加されたため、唯一ではなくなった。
フォーミュラーレッグ(初代, V2, BR, 激闘!)
地上での最高速度が大幅に向上する。しかし地上の移動における加速力・旋回力は若干低下する。なお、『BR』以降は名前の最後の「ー」が削除され、フォーミュラレッグに変更されている。
クイックジャンプレッグ(初代, V2, BR, 激闘!)
ジャンプの上昇・落下速度が向上し、着地時の硬直も軽減される。しかし結果的に滞空時間が短くなるため、ジャンプの移動距離は短縮される。ジャンプの高度に変化は無い。
ショートバーニアレッグ(初代, V2, BR, 激闘!)
空中ダッシュ・多段ジャンプの移動距離が短縮される代わりに、着地時の硬直が軽減される。またゲーム中では明記されていないが、地上での加速力も大幅に向上する。
ロングバーニアレッグ(初代, V2, BR, 激闘!)
空中ダッシュ・多段ジャンプの移動距離が延長され、着地時の硬直が増加する。移動速度は変化しないため、滞空時間が延長されるが、逆に言えば一方向に移動し続ける時間が長くなり、狙われやすくなる。
フェザーレッグ(初代, V2, BR, 激闘!)
ジャンプの上昇・落下速度が低下してふわふわしたジャンプとなり、結果的に滞空時間が大幅に延長される。またゲーム中では明記されていないが、着地時の硬直を軽減し、地上での加速力も向上する。
ワイドジャンプレッグ(V2, BR, 激闘!)
ジャンプの移動距離が大幅に延長される。ロボやホロセウムによっては、1回のジャンプでホロセウムの端から端へ横断できる。ジャンプの高度や滞空時間そのものは変化しない。
ブースターレッグ(BR, 激闘!)
空中ダッシュの移動速度が向上するが、初速は低下する。また、着地時の硬直を若干軽減する。
プラスワンレッグ(激闘!)
空中ダッシュ・多段ジャンプの回数が1回増加する。それ以外の性能に変化はなく、3つ目のマイナス面の無いレッグとなる。

### 違法
ゴウセツレッグ(初代, V2)
ジャンプ・多段ジャンプの高度・空中ダッシュの速度が向上する。
ミナモレッグ(初代, V2)
ジャンプ時の高度・速度が向上し、着地時の硬直が軽減される。
ホムラレッグ(初代, V2)
地上での旋回力が向上し、多段ジャンプ・空中ダッシュの移動距離も延長される。外見は『初代』ではオラクルヘッドの体色に合わせて白色になっているが、『V2』ではスティンガーヘッドの体色に合わせて緑色になっている。
スバルレッグ(初代, V2)
地上での加速力と最高速度が若干向上し、ジャンプ着地時の硬直も軽減される。外見はスタンダードレッグの色違いで、中央のラインに忍者服のような網目模様が入っている。
シノノメレッグ(初代, V2)
空中ダッシュの始動時と終了時・着地時の硬直が軽減される。ただし、多段ジャンプの性能に変化は無い。
コテングレッグ(V2)
地上での加速力・旋回力が大幅に向上するほか、ジャンプ着地時の硬直が軽減される。外見はスタビライザーレッグの色違いである。
ボロンジレッグ(V2)
空中ダッシュ・多段ジャンプの移動距離が短縮されるほか、全体的な性能が強化される。特に着地時の硬直は大幅に軽減される。外見はショートバーニアレッグの色違いである。
ロウガレッグ(V2)
ジャンプ時の速度・高度が低下し、地上での加速力が向上する。またゲーム中では明記されていないが、氷の上で滑らないという隠れた特性を持つ。外見はグランダーレッグの色違いである。
ツインズレッグ(V2)
ジャンプ・空中ダッシュの速度・移動距離が大幅に向上する。
ナナセレッグ(V2, 激闘!)
ジャンプ時の速度が低下し滞空時間が延長されるほか、着地時の硬直が軽減される。また、地上での加速力も向上する。
ロクドウレッグ(V2, 激闘!)
ジェイムスン専用に作られたレッグ。『V2』ではプレイヤーが入手することはできない。ゲーム内の解説によると、常時浮遊する効果があるようである（改造などでプレイヤーが無理矢理使用することで確認できるが、ロボが少し高い位置で行動できるようになるだけで、マグマのダメージを無力化する事はできない）。外見は靴というよりも巨大なブースターを、足を包み込むように装備している。
他のロクドウ系パーツとは異なり、レッグのサイズ自体は通常のレッグから少し大きくなった程度であるため、ジェイムスンの場合はボディの関係上、脚だけが異様に小さく見える。
『激闘!』では入手可能で、ジェイムスン以外のロボでもカスタマイズ可能になった。こちらは常時浮遊する効果がジェイムスン本体に搭載されたため性能が変更され、ジャンプ前後の速度と地上での加速力・最高速度が向上するのみとなっている。また外見も大きく変わり、通常の靴型となっている。
ファントムレッグ(V2, 激闘!)
『V2』では地上・空中両方の性能が総合的に強化され、ジャンプ着地時の硬直も軽減される。万能レッグであり、全てのロボと相性が良い。
『激闘!』では万能レッグの役割を別のレッグが担うこととなったため『V2』から性能が変更されており、こちらは地上性能が総合的に強化され、ジャンプ着地時の硬直も軽減されるほか、空中ダッシュ・多段ジャンプの回数が1回増加する。すなわちスタビライザーレッグ・フォーミュラレッグ・プラスワンレッグの3つの効果を併せ持つレッグとなっている。
ヒエンレッグ(BR)
地上での移動速度、空中ダッシュの移動距離、多段ジャンプの高度が向上する。すなわちフォーミュラレッグとロングバーニアレッグの効果を併せ持つレッグとなっている。外見はロングバーニアレッグがベースになっている。
レイブンレッグ(BR)
空中ダッシュの移動速度、多段ジャンプの高度が向上する。すなわちハイジャンプレッグとブースターレッグの効果を併せ持つレッグとなっている。外見はブースターレッグがベースになっている。
イクリプスレッグ(BR)
ジャンプの高度・空中での旋回力が向上する。すなわちハイジャンプレッグとワイドジャンプレッグの効果を併せ持つレッグとなっている。外見はハイジャンプレッグがベースになっている。
アルティメットレッグ(BR)
正体不明の生命体と融合したレッグ。地上での加速力・最高速度、ジャンプの移動力、空中ダッシュの移動距離・速度、多段ジャンプの高度が大幅に向上し、ジャンプ着地時の硬直も軽減される。万能レッグであり、全てのロボと相性が良い。グランドクロスボムと同様に強化版が存在しないため、アールは第1形態から第3形態まで常に装備している。
ラミュレッグ(激闘!)
空中ダッシュ・多段ジャンプの速度・地上での加速力が向上する。すなわちスタビライザーレッグとブースターレッグの効果を併せ持つレッグとなっている。
イグニアレッグ(激闘!)
ジャンプ時の速度・高度が大幅に向上し、着地時の硬直も軽減する。すなわちハイジャンプレッグとクイックジャンプレッグの効果を併せ持つレッグとなっている。
ザバルレッグ(激闘!)
ジャンプ・多段ジャンプ・空中ダッシュの速度・地上での最高速度が向上する。すなわちフォーミュラレッグ・クイックジャンプレッグ・ブースターレッグの3つの効果を併せ持つレッグとなっている。
モルグレッグ(激闘!)
ジャンプ面での性能が総合的に強化され、空中ダッシュ・多段ジャンプの速度も向上する。すなわちハイジャンプレッグとブースターレッグの効果を併せ持つレッグとなっている。
ハドロンレッグ(激闘!)
地上・空中両方の性能が総合的に強化される。『V2』におけるファントムレッグの役割を持っている。

### 特殊
ヒヨコレッグ(V2, 激闘!)
空中ダッシュ・多段ジャンプ・地上での性能が総合的に低下する。ただし、ジャンプ面のみ低下せず、着地時の硬直が若干軽減される。他のレッグに比べてほとんどメリットが無い。
ドラムカンレッグ(BR)
カラットレッグ(激闘!)
ジャンプ面での性能が総合的に強化され、地上での加速力・最高速度も向上する。空中ダッシュ・多段ジャンプの移動距離は短縮される。

### 軍事用
ARS-L13レッグ(激闘!)
着地時の硬直が大幅に軽減され、地上での加速力も向上する。

## アクションチップ
『GX』にのみ登場。アタックの代わりに実装されているシステム。ロボ本体に直接スロットして使用するパーツで、特殊なアクションを1つだけ搭載することができる。攻撃型と防御型の2種類に大別される。『GX』において唯一違法パーツが存在しないが、軍事用パーツは存在する。

### 攻撃型
『GX』以外のシリーズにおける「アタック」に相当するアクション。
ショルダータックル
初期装備。無敵状態となって横方向に体当たりを仕掛ける。隙は大きいが、攻撃力が高い。
トルネードビート
無敵状態となって縦方向に体当たりを仕掛ける。隙は大きいが、攻撃力が高い。また、ショルダータックルに比べてダウン中で下降している相手にヒットさせやすい。
ショートスラッシュ
相手をホーミングする体当たりを仕掛ける。相手の方向に関係なく攻撃可能だが、隙が大きい・移動距離が短い・攻撃力が低め・無敵時間が無い等のデメリットも多い。
ブレイクタックル
ショルダータックルに似ているが、こちらは壁をすり抜けるようになっている。ただし、前者に比べて攻撃力は低い。
ブレイクトルネード
トルネードビートに似ているが、こちらは壁をすり抜けるようになっている。ただし、前者に比べて攻撃力は低い。
ダークスライド
ダークキメラ専用の軍事用パーツ。相手の目の前に瞬間移動して体当たりを仕掛ける。攻撃力が非常に高い。劇中では入手不可。
ライジングスライド
ライジングキメラ専用の軍事用パーツ。基本的にダークスライドと同じ性能だが、更に攻撃力が増加している。劇中では入手不可。

### 防御型
バリアを展開し、身を守るアクション。いずれも装備すると、戦闘画面の右上にエネルギーの残量が表示される。エネルギーを全て消費してしまうと、しばらくの間使用不能になってしまう。
エナジープロテクター
ポーズを構え、自身を包み込むように円形のバリアを展開する。展開中は相手の攻撃を一切受け付けないが、その場から移動できなくなる。なお、解除時の隙は皆無である。
ライトプロテクター
エナジープロテクターに似ているが、こちらは展開中も移動可能。ただし、バリアを解除した際に一瞬動けなくなり、隙が生じるようになっている。またバリアの耐久力も低く、すぐにエネルギーが尽きてしまう。
フォースプロテクター
軍事用に改造されたライトプロテクター。移動可能な点はそのままに、エナジープロテクターと同様に解除時の隙が無くなり、耐久力も強化されている。